# Бинтование ног
Бинтова́ние ног (кит. трад. 纏足, упр. 缠足, пиньинь chánzú, буквально: «связанная ступня») — обычай, практиковавшийся в Китае (особенно в аристократической среде) с начала X до начала XX века.
Девочкам ломали кости ступни, после чего полоской ткани привязывали к ступне все пальцы ноги, кроме большого, и заставляли ходить в обуви малого размера, отчего ступни значительно деформировались, иногда лишая возможности ходить в будущем. Такие ноги традиционно назывались «золотыми лотосами». От размера ступни зависел престиж невесты, к тому же считалось, что принадлежащей к высокому обществу даме не следует ходить самостоятельно. Это бессилие, неспособность к передвижению без посторонней помощи составляло, по литературным свидетельствам, одну из привлекательных черт женщины-аристократки: здоровые и недеформированные ноги ассоциировались с крестьянским трудом и «подлым происхождением».
При владычестве монгольской династии Юань и маньчжурской династии Цин в Китае маленькие ноги также становились символом национальной идентичности и «цивилизованности», поскольку у монголов и маньчжуров женщинам ноги не бинтовали.
В начале XX века Кан Ювэй, Су Маньшу и другие общественные деятели подвергали бинтование ног жёсткой критике. После Синьхайской революции (1911) и становления республики этот вредный обычай постепенно сходит на нет. В начале XXI века осталось лишь небольшое число весьма пожилых женщин, имеющих деформированные ноги.

## Возникновение практики

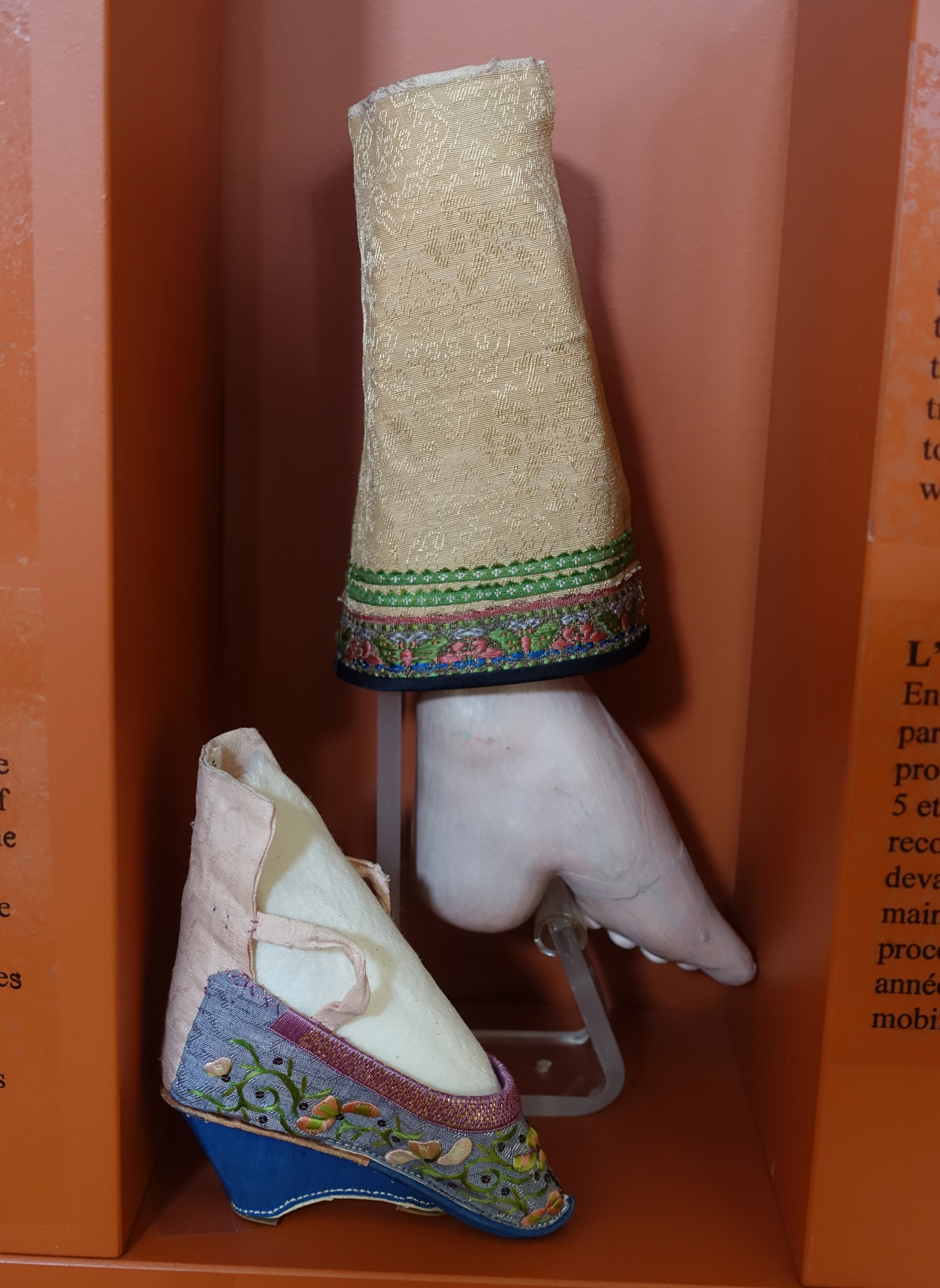
Туфля в кантонском стиле из шёлка и хлопка. Китай, рубеж XIX—XX веков. Музей Редпат (Канада)

Есть несколько легенд о происхождении практики бинтования стоп. По одной из версий, наложница императора из династии Шан страдала косолапостью, по этой причине якобы именно она попросила императора сделать общеобязательным бинтование стоп для всех девушек; таким образом её собственные ноги стали образцом красоты и элегантности. Другая легенда рассказывает, что любимая наложница императора Сяо Баоцзюань, у которой были изящные ножки, танцевала босиком на золотом помосте, украшенном жемчугом и изображениями цветов лотоса. Восхищённый император воскликнул: «От каждого прикосновения её ножки расцветают лотосы!». Возможно, именно тогда возникло выражение «нога-лотос» или «золотой лотос»; тем не менее, в легенде не упоминается о том, что ноги девушки были забинтованы. Однако в большинстве случаев возникновение обычая бинтовать ноги связывается с историей о том, как император Ли Юй (937—978) попросил одну из своих наложниц, Яо Нян, забинтовать ноги полосами белого шёлка таким образом, чтобы они напоминали полумесяц; затем девушка танцевала «танец лотоса» на кончиках пальцев. Женщинам из высшего общества стали бинтовать ноги, а затем эта практика получила широкое распространение.
Некоторые исследователи сомневаются в достоверности этой легенды. Например, историк Линь Вэйхун считает, что обычай бинтования ног появился в Китае позже, не ранее эпохи Сун (960—1279). В любом случае, известно, что обычай бинтования ног стал популярным в период династии Сун. К концу этой эпохи появилась мужская традиция пить из туфельки, в каблуке которой был небольшой бокал. В период династии Юань некоторые мужчины пили прямо из туфельки; это называлось «осушить золотой лотос». Традиция сохранилась до времён династии Цин.
Женщина с забинтованными ногами была ограничена в возможности передвигаться самостоятельно, она была вынуждена сидеть дома и не могла пойти куда-либо без сопровождения слуг. Считалось, что маленькая стопа не позволяет женщинам принимать участие в политике и общественной жизни. Женщина была зависима от своей семьи и, в первую очередь, от мужчин своей семьи. По этой причине забинтованные ноги стали символом гендерного неравенства: женского подчинения и целомудрия и мужской власти. Кроме того, женщина, неспособная самостоятельно передвигаться, была свидетельством богатства и привилегированного положения её супруга, поскольку он мог содержать неработающую жену. В период монгольского завоевания искалеченные ноги китаянок позволяли легко отличить их от монголок и прочих «варваров», благодаря чему они стали признаком национальной идентичности. Кроме этого распространялось мнение, что деформирование ног улучшает репродуктивное здоровье женщины и делает её более способной к деторождению. Забинтованная нога стала признаком красоты и необходимым атрибутом для того, чтобы девушку смогли выдать замуж, в том числе за мужчину с более высоким социальным статусом и финансовым положением (см. гипергамия). В конце XIX века в провинции Гуандун в бедных семьях стало обычаем бинтовать ноги старшей из дочерей, которую готовили для «престижного» замужества, чтобы улучшить материальное положение семьи (уделом младших сестёр была домашняя работа и брак с крестьянином; они также могли стать наложницами более богатых мужчин). Семьи и мужья очень гордились тем, насколько мала деформированная стопа.
Идеальная нога должна была не превышать 7 сантиметров в длину; такие ноги назывались «золотые лотосы». Стопа длиной в 10 см носила название «серебряный лотос», если же длина превышала 10 см — «железный лотос» и не сильно котировалась. Стопа не должна была выглядеть как опора для тела.
По свидетельству миссионера Джастиса Дулиттла, многие бедные семьи были готовы на любые лишения для того, чтобы их дочери имели необходимые для «удачного» замужества крошечные ноги.
Предполагается, что практика бинтования ног в значительной степени связана с господствовавшей в средневековом Китае патриархальной философией конфуцианства. Конфуций придерживался древней концепции «инь и ян», в соответствии с которой женщина должна нести в себе начало «инь», то есть слабость и пассивность. Деформация стопы прививала эти качества женщине. Кроме того, конфуцианство насаждало строгую социальную иерархию, в которой женщины находились в подчинённом положении по отношению к мужчинам. Трудность самостоятельного передвижения для женщин ограничивала их возможности и тем самым гарантировала незыблемость этой иерархии.
Одним из защитников традиции деформации ног девочкам был конфуцианский философ Чжу Си (1130—1200), настаивавший на том, что этот обычай следует распространить за пределы Китая, поскольку он представляет собой «правильные отношения между мужчиной и женщиной».

## Распространённость и формы бинтования ног
Несмотря на сильное влияние китайской культуры на соседние государства (Япония, Вьетнам, Корея), практика бинтования ног женщинам не прижилась ни в одной из этих стран.
Некоторые этнические группы, не принадлежащие к народу хань (основная этническая группа Китая), практиковали нетугое бинтование ног, при котором кости не ломались, а стопа не сгибалась, а лишь сужалась. Среди хакка бинтование ног вообще не практиковалось.
Отмечено, что практика бинтования ног существовала до 1948 года среди дунган, которые являются мусульманами, пришедшими в Китай из центральной Азии и была крайне распространённой в этнической группе хуэй провинции Ганьсу. В южном Китае в городе Гуанчжоу Джеймс Легг обнаружил мечеть, в которой висел плакат, осуждающий обычай бинтования ног и утверждающий, что ислам не может позволить делать то, что разрушает творение Бога.
В бедных семьях бинтование ног не всегда бывало тугим, и оно начиналось позже. В тех районах Китая, где выращивался рис, женщины участвовали в работе на полях, и там обычай бинтования ног не имел такого распространения, как в остальных частях Китая. Некоторые женщины с перебинтованными ногами могли ходить, хотя им это было намного труднее, чем тем, чьи ноги не были деформированы. В XIX веке и в начале XX века у мужчин пользовались популярностью выступления танцовщиц с перебинтованными ногами, а в цирках актрисы с перебинтованными ногами могли стоять на спинах скачущих лошадей.

### Процесс

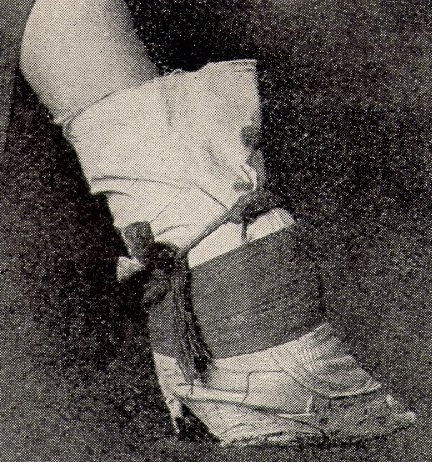
Забинтованная нога

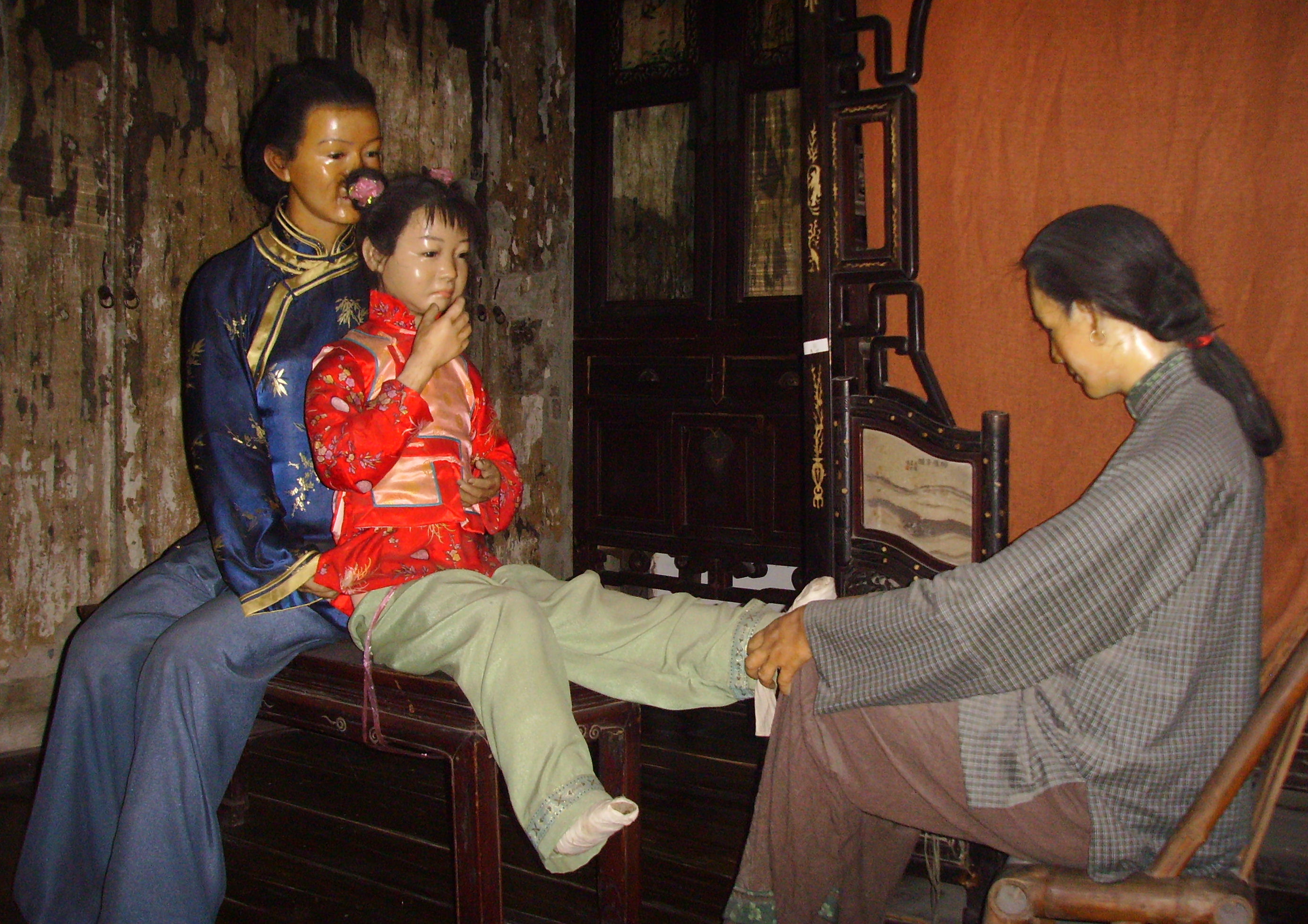
Бинтование ноги

Бинтование ног начиналось в детском возрасте у маленьких девочек до того, как стопа была полностью сформирована. Чаще всего бинтовать ноги родители начинали осенью или зимой, поскольку холод уменьшал чувствительность к боли и помогал девочкам терпеть, а также снижал риск инфицирования. В богатых семьях в день первого бинтования ног девочке предоставлялась личная прислуга, для того, чтобы ухаживать за её стопами и носить её на руках в те дни, когда боль становится совсем нестерпимой.
Для формирования «лотоса» требовалось приблизительно три года. Процесс деформации состоял из четырёх этапов.
Первый этап назывался «попыткой бинтования». Прежде всего ноги девочки обмывали тёплой смесью из травяных отваров и крови животных для того, чтобы стопа стала более гибкой. Хлопковые бинты длиной 3 метра и шириной 5 сантиметров также вымачивались в травяных отварах и крови животных. Ногти на ногах подрезались как можно более коротко для профилактики врастания ногтя и, как следствие, инфицирования. После этого родители или слуги сгибали стопу ребёнка с такой силой, что пальцы вдавливались в подошву ноги и ломались. Повязку накладывали в форме «восьмёрки», начиная со свода стопы, затем - вокруг пальцев, и наконец - вокруг пятки. После каждого оборота бинта повязка туго затягивалась. Концы повязки сшивали для того, чтобы повязка не ослабла, а затем на ногу девочки надевали специальные носки и туфельки с острыми носами. После этой процедуры девочке с переломанными пальцами не давали снимать бинты и заставляли ходить на травмированной стопе для того, чтобы под весом тела она приобрела желаемую форму. Кроме того, ходьба была необходима для восстановления кровообращения в туго забинтованных ногах. Каждый день девочка должна была проходить не менее 5 километров (однако девочки с особенно маленькими ногами ходить не могли и до конца жизни их носили слуги).
Второй этап (длительностью более полугода) назывался «попыткой затягивания». На этом этапе бинты затягивались всё туже, что многократно усиливало боль. Сломанные пальцы ребёнка требовали постоянного ухода, поэтому повязки периодически снимались, стопы омывались для того, чтобы удалить ткани, поражённые некрозом. Ногти аккуратно подстригались. Девочке массировали стопы, чтобы они легче сгибались, иногда били их, чтобы суставы и сломанные кости стали более гибкими.
После омовения ногу обрабатывали квасцами и благовониями с различными ароматами. Сразу после этой процедуры повязка накладывалась снова, причём бинт затягивался ещё туже. Этот процесс повторялся как можно чаще (в состоятельных семьях - как минимум раз в день, а в бедных крестьянских семьях - два или три раза в неделю). Этим обычно занимались старшие женщины из семьи девочки или профессиональные бинтовальщики ног. Считалось, что матерям не следует проводить эту процедуру, поскольку мать будет испытывать жалость к дочери. Существовала китайская пословица: «Мать не может любить одновременно свою дочь и её ногу».
Третий этап назывался «периодом тугого бинтования». На этом этапе носок ноги постепенно притягивался к пятке, кости при этом изгибались и иногда ломались снова.
Четвёртый этап носил название «бинтование дуги»: его целью было сформировать подъём стопы настолько высоким, что под аркой стопы могло поместиться куриное яйцо. В результате форма стопы начинала напоминать натянутый лук — это считалось очень красивым и сексуальным.
Через 4-5 лет после начала бинтования стопы боль становилась менее мучительной. Однако страдания, причиняемые деформацией ноги, были такими сильными, что в Китае появилась пословица: «Пара бинтованных ног стоит ванну слёз».
В более взрослом возрасте женщины должны были продолжать сами бинтовать себе ноги. Это приходилось делать в течение всей жизни.
В Китае существовали специальные стулья для бинтования ног. Каждый стул был оснащен выдвижным ящичком, в котором хранились бинты, ножницы для подрезания ногтей и прочие принадлежности. В спинке стула было приспособление для разглаживания смятых бинтов.

## Последствия

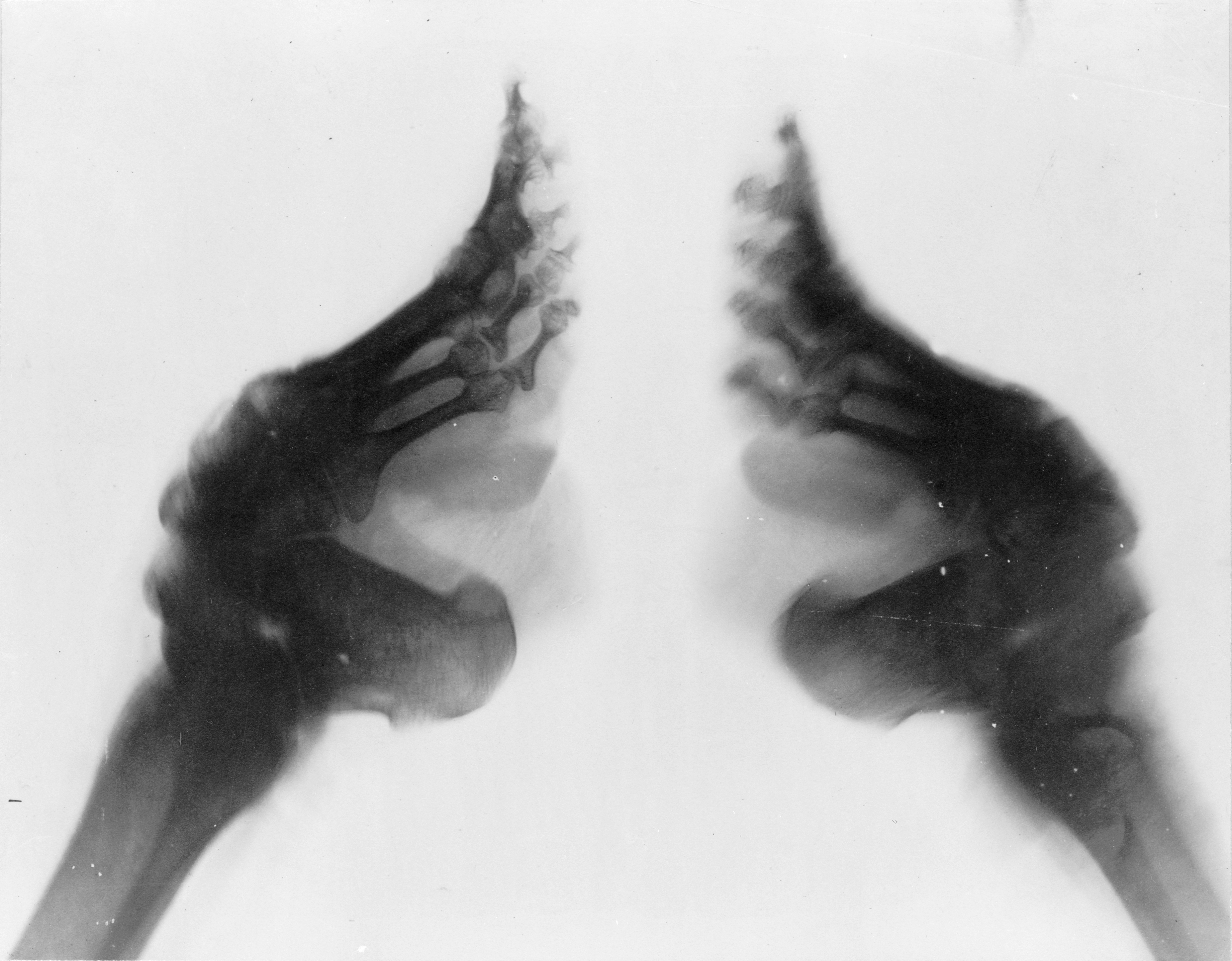
Рентгеновский снимок искалеченной ноги

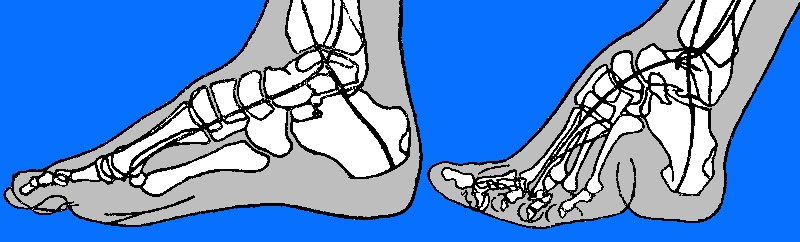
Сравнение нормальной и деформированной стоп

Самой распространённой проблемой было возникновение инфекций ног. Несмотря на то что ногти регулярно подстригали, они часто врастали в палец, вызывая воспаление и повреждая ткани пальца. По этой причине иногда ногти удалялись. Также несколько слоёв плотной ткани не пропускали воздух к стопе, и из-за слишком тугой повязки кровообращение в стопе нарушалось, а кровообращение в пальцах ног вообще исчезало. В результате инфекционные процессы в пальцах не прекращались; начинался некроз тканей. Если инфекция переходила на кости, то пальцы могли отпасть, это считалось благоприятным, поскольку теперь ногу можно было перебинтовать ещё туже. Если у девочки были более широкие стопы, в них иногда втыкали осколки стекла или черепицы, для того чтобы спровоцировать инфекцию и, как следствие, некроз тканей. Инфекция ноги могла привести к смерти от заражения крови, если же девочка выживала, то во взрослом возрасте у неё чаще возникали различные заболевания. В начале процесса значительная часть костей стопы оставалась сломанной часто на несколько лет. Когда девочка становилась старше, кости начинали срастаться. Однако даже после того, как кости срастались, они оставались хрупкими и часто снова ломались, особенно в подростковом возрасте, когда были ещё недостаточно крепкими. Взрослые женщины часто страдали от переломов ног и бедренных костей, поскольку в положении стоя им было трудно сохранять равновесие, а также трудно вставать из сидячего положения. В 1997 группа исследователей провела сравнение между пожилыми женщинами с деформированными и здоровыми ногами. Было выяснено, что те женщины, чьи ноги были деформированы, чаще страдают от остеопороза (масса костной ткани в бедренных костях у них была ниже на 5,1 %, а в позвоночнике — на 4,7 %), что означает повышенный риск перелома костей. При этом риск падения у них вдвое выше (38 % против 19 %).

## Восприятие мужчинами

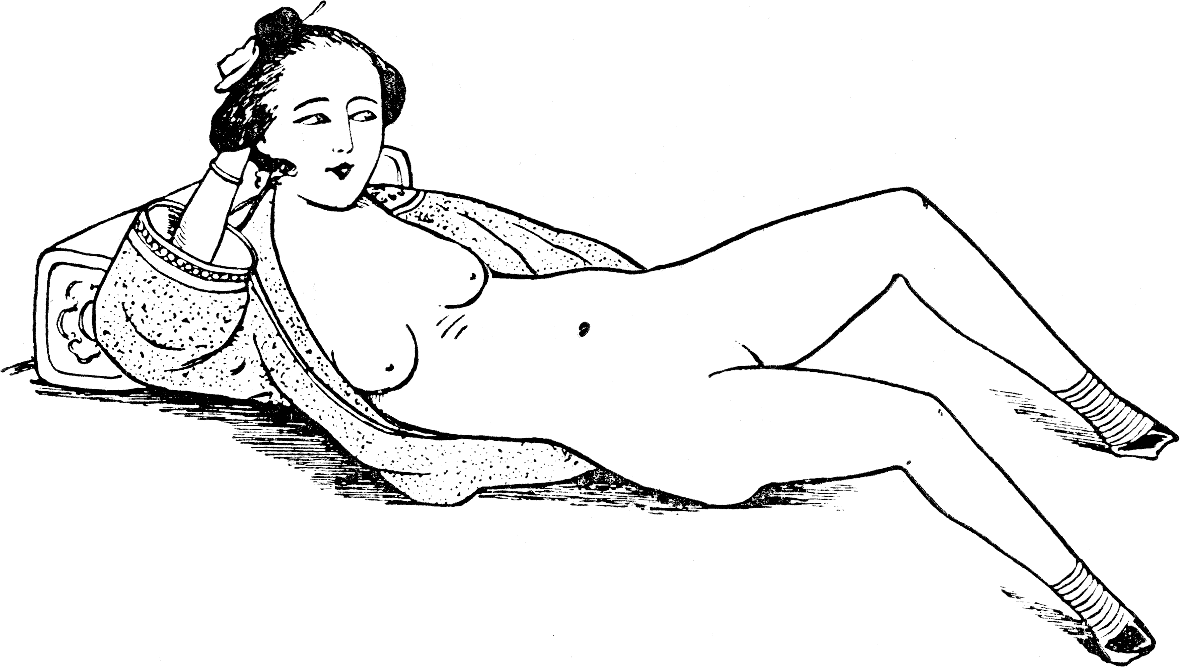
Эротическое изображение женщины с деформированными стопами

В китайской культуре деформированные стопы считались очень эротичными. В то же время вид женской ноги без обуви и бинтов считался неприличным. Некоторые мужчины предпочитали никогда не видеть женскую ногу без повязки; по этой причине женщины постоянно носили бинты и обувь. Один из китайских авторов писал: «Если вы снимете обувь и повязку, то эстетическое наслаждение будет навеки разрушено». Женщинам дозволялось лишь перед сном слегка ослабить повязку и надеть туфли на мягкой подошве. В Китае были распространены эротические женские изображения, благопристойно называемые «весенние картинки»: сами женщины на них были обнажены, но на ногах была обувь.
В классическом романе Цзинь Пин Мэй «Цветы сливы в золотой вазе» неоднократно упоминается о крошечных ножках главной героини:
- «Пань Цзиньлянь, шестая дочь портного Паня, жившего за Южными воротами города, ещё девочкой отличалась красотой. За прелестные маленькие ножки её и назвали Цзиньлянь — „Золотая лилия“»[комм. 1].
- «…её маленькие, как раз в полшпильки, в три вершка золотые лотосы-ножки, остроносые, как шило или нежные ростки лотоса, ступающие по ароматной пыльце и танцующие на рассыпанной бирюзе…»
- «Обута она в туфельки с облаками расшитого белого шёлка на толстой подошве. Изящно вздернуты кверху, как коготь орлиный остры их носки. Её золотые лотосы — ножки — ступают, словно по пыльце, ароматной и нежной».

В книге времён империи Цин описывается сорок восемь различных эротических игр с женской ногой. В том числе было известно 11 различных способов прикасаться к женской ноге.
Существовала классификация, описывающая 58 разновидностей женских ног, например:
- божественная — в высшей степени пухлая, мягкая и изящная;
- дивная — слабая и утончённая;
- бессмертная — прямая, самостоятельная;
- драгоценная — слишком широкая, непропорциональная;
- чистая — слишком длинная и тонкая;
- соблазнительная — плоская, короткая, широкая, круглая (недостатком этой ноги было то, что её обладательница могла противостоять ветру);
- чрезмерная — узкая, но недостаточно острая;
- обычная — пухлая, распространённого типа;
- неправильная — обезьяноподобная большая пятка, дающая возможность карабкаться[7].

Маленькую ступню идеальной формы (с острым носком) сравнивали с молодым месяцем и с весенними побегами бамбука. Было высказано мнение, что одним из сильнейших эротических наслаждений является созерцание крошечных следов от женских ног на снегу.
Женщины с деформированными ногами избегали переносить тяжесть тела на носок и предпочитали наступать на пятку; по этой причине их походка становилась осторожной и неустойчивой. Марко Поло (1254—1324) писал, что длина шага китаянки не превышает полпальца. Мужчины считали очень эротичной семенящую и покачивающуюся женскую походку-«лотос». В Китае говорили, что при ходьбе женщина с деформированными стопами напоминает «нежный ивовый побег, овеваемый весенним ветерком».
Посторонние мужчины не должны были видеть ступни ног замужней женщины, по этой причине юбки шились очень длинными. Деформация ног считалась залогом женского целомудрия (чему в средневековом Китае придавалось огромное значение), но одновременно с этим считалось, что она способствует развитию сексуальности женщины. Например, атрофия стоп приводила к чрезмерной нагрузке на бёдра, они отекали, и мужчины воспринимали их как «пухлые и сладострастные». К тому же среди мужчин существовала эротическая фантазия о том, что подобная необычная походка укрепляет мышцы влагалища и что постоянные мышечные спазмы, вызванные болью, делают влагалище более узким. Считалось, что прикосновение к ступне сексуально возбуждает женщину

## Восприятие женщинами

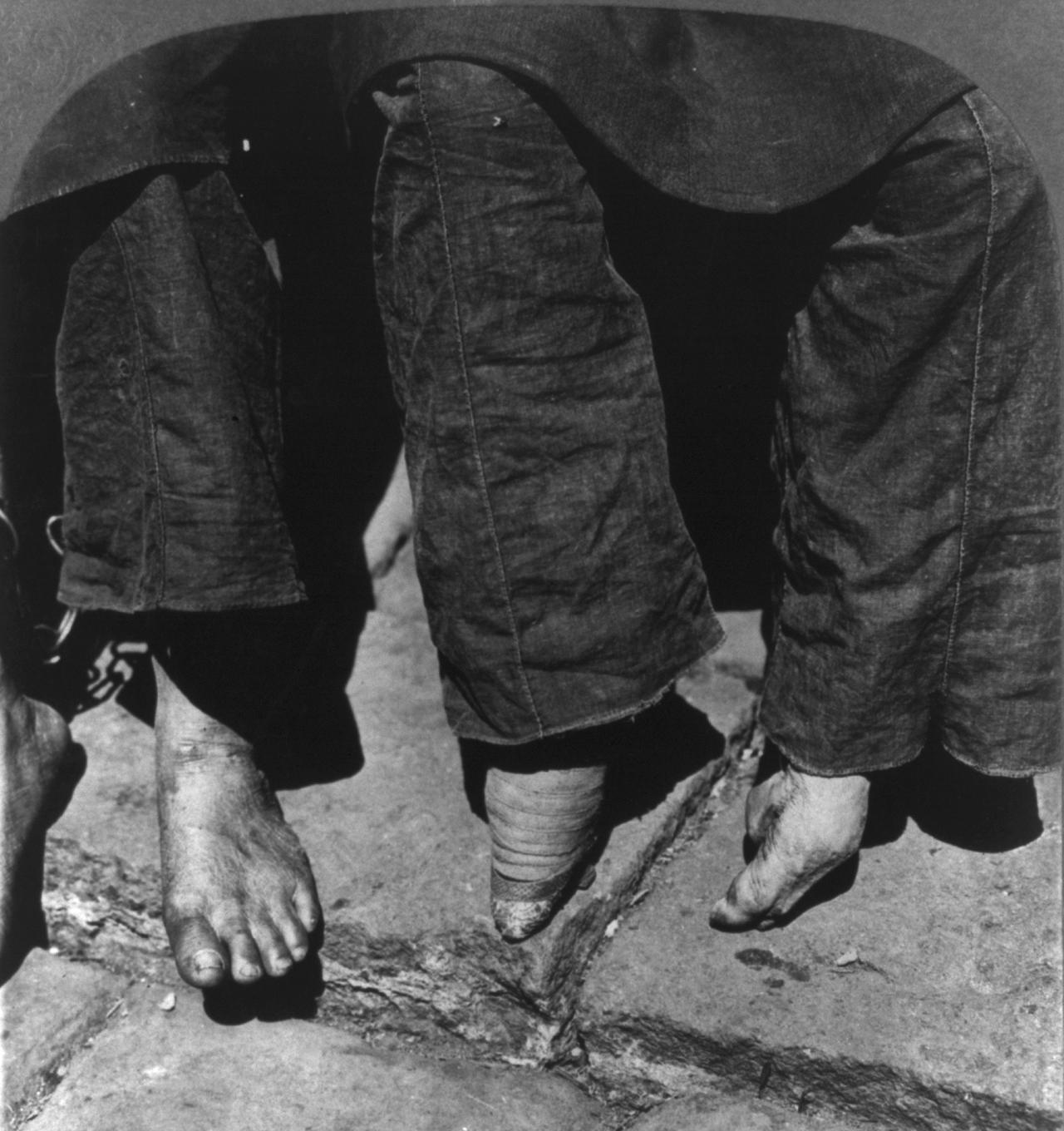
Сравнение нормальной женской ноги (слева) и перевязанной ноги (фото 1902 года)

Обычай бинтования ног воспринимался женщинами как необходимость, поскольку к женщинам с нормальными, недеформированными ногами относились с презрением, называя их «босоногими». Во время сватовства семья жениха сначала интересовалась размером стопы невесты. Если её длина превышала четыре цуня (приблизительно 13 см — чуть длиннее среднего пальца руки), то свекровь презрительным жестом срывала юбку с девушки, а гости высказывали оскорбительные замечания в её адрес. Мужчина имел право расторгнуть помолвку, если обнаруживалось, что ступни у невесты недостаточно маленькие. Женщины с недеформированными ногами не только не могли рассчитывать на удачное замужество; в богатых домах прислуживать хозяйке могли лишь девушки с забинтованными ногами, а те, у кого стопа была слишком большой, вынуждены были заниматься более тяжёлой и грязной работой, например, на кухне. К тому же, по китайскому поверью, если женщина не имела мужа, умирала бездетной и некому было ухаживать за её могилой, то в своём посмертном существовании она превращалась в «голодное привидение» и обречена была вечно скитаться без приюта. По этой причине ради возможности выйти замуж женщины были согласны терпеть боль и прочие последствия бинтования ног. Если мать из жалости недостаточно туго бинтовала ноги дочери, то во взрослом возрасте девушка осуждала мать за слабость.

## Критика и исчезновение обычая
Несмотря на популярность традиции бинтования ног, в некоторых случаях она подвергалась критике. Например, в фантастическом романе «Цветы в зеркале» китайского писателя Ли Жучжэня (ок. 1763 — ок. 1830) герой, один из министров Царства Благородных, приехав в Китай, удивляется:
«Я слышал, что в вашей стране издавна существует обычай бинтовать женские ноги. В самом начале девочки мучаются ужасно, хватаются за ноги, кричат, плачут, ноги начинают гнить, кровь из них течёт. Из-за этого девочки не спят по ночам и не могут есть; из-за этого начинаются всякие серьёзные болезни. Я думал, что эти девочки непослушные и их матери всё-таки не так жестоки, чтобы убить их, поэтому избирают этот способ наказания, чтобы исправить их. А оказывается, что это делается ради красоты. Без этого, видите ли, некрасиво!»
В этом романе есть глава «Страна женщин», в которой мужчины рожают детей и подвергаются бинтованию ног. Поэт Юань Мэй написал произведение «В чём красота маленьких ножек? А ведь весь мир сходит по ним с ума». Его последователь Юй Чжэнсе выступал против обычая бинтования ног, поскольку это наносит вред здоровью женщин.
После того как маньчжурская династия пришла к власти в Китае в 1663 году, император издал указ о запрете бинтования ног (1664). В 1668 году этот указ остался в силе по отношению к девушкам маньчжурского происхождения, но он был отменён в отношении китаянок. В результате в Китае появилась пословица «Мода сильнее императора». Форма стопы стала важным признаком, отличающим маньчжурских женщин от женщин народа хань. Однако китайские эстетические представления оказывали сильное влияние на маньчжурских женщин, которые стремились подражать особой походке китаянок; с этой целью они придумали свою собственную форму обуви, которая позволяла женщине покачиваться при ходьбе. Эти туфельки, называемые «чашечка цветка», имели высокую платформу и делались обычно из дерева, иногда у них было небольшое возвышение в середине подошвы. Платформа туфельки была клиновидной формы и сужались книзу, поэтому выступающая из-под юбки ступня женщины казалась меньше, чем она была на самом деле. .
В армии мятежников-тайпинов (1850—1864) женщины были уравнены в правах с мужчинами, при этом тайпины запретили на контролируемых территориях обычай бинтования ног у девочек.
В 1874 году английский миссионер Джон Макгоуэн призвал к уничтожению обычая бинтования ног, это произошло в городе Сямынь. На призыв откликнулись 60 женщин-христианок китайского происхождения. Одна из женщин, мать семерых дочерей, выступила первой, она дала клятву, что её дочери никогда не будут подвергаться бинтованию ног, даже если в результате они не смогут выйти замуж. На этом собрании приняли решение создать «Общество небесной ноги». «Небесной ногой» (кит. 天足, пиньинь tiānzú, палл. тяньцзу) называлась нога естественной формы, «созданная Небом» (то есть Богом), в противоположность деформированной ноге (кит. трад. 纏足, упр. 缠足, пиньинь chánzú, палл. чаньцзу). В дальнейшем слово «тяньцзу» стало общекитайским символом движения за запрет бинтования ног.
Инициативу Макгоуэна поддержали другие христианские миссионеры, в том числе Тимоти Ричард, который считал, что христианство может содействовать движению за равенство между мужчинами и женщинами.

В этот период образованные китайцы стали осознавать, что этот аспект их культуры не соответствует прогрессу современного общества. Например, реформатор Кан Ювэй представил законопроект о запрете бинтования ног, а в 1883 году он создал Общество освобождения ног (первую организацию подобного типа). Философ Янь Фу призывал к реформам, которые содействовали бы оздоровлению нации, в том числе он считал, что следует запретить курение опиума и бинтование ног (Янь Фу считал также, что китаянкам следует заниматься спортом, что помогло бы им рожать здоровых и сильных детей). Писатель и общественный деятель Су Маньшу (1884—1918) перевёл роман «Отверженные» Виктора Гюго; он ввёл в повествование придуманного им самим персонажа, критикующего китайские традиции, в том числе бинтование ног. По словам Су Маньшу, этот обычай является варварским; из-за деформации стоп женщины не могут ходить, а их ноги «напоминают копыто свиньи».

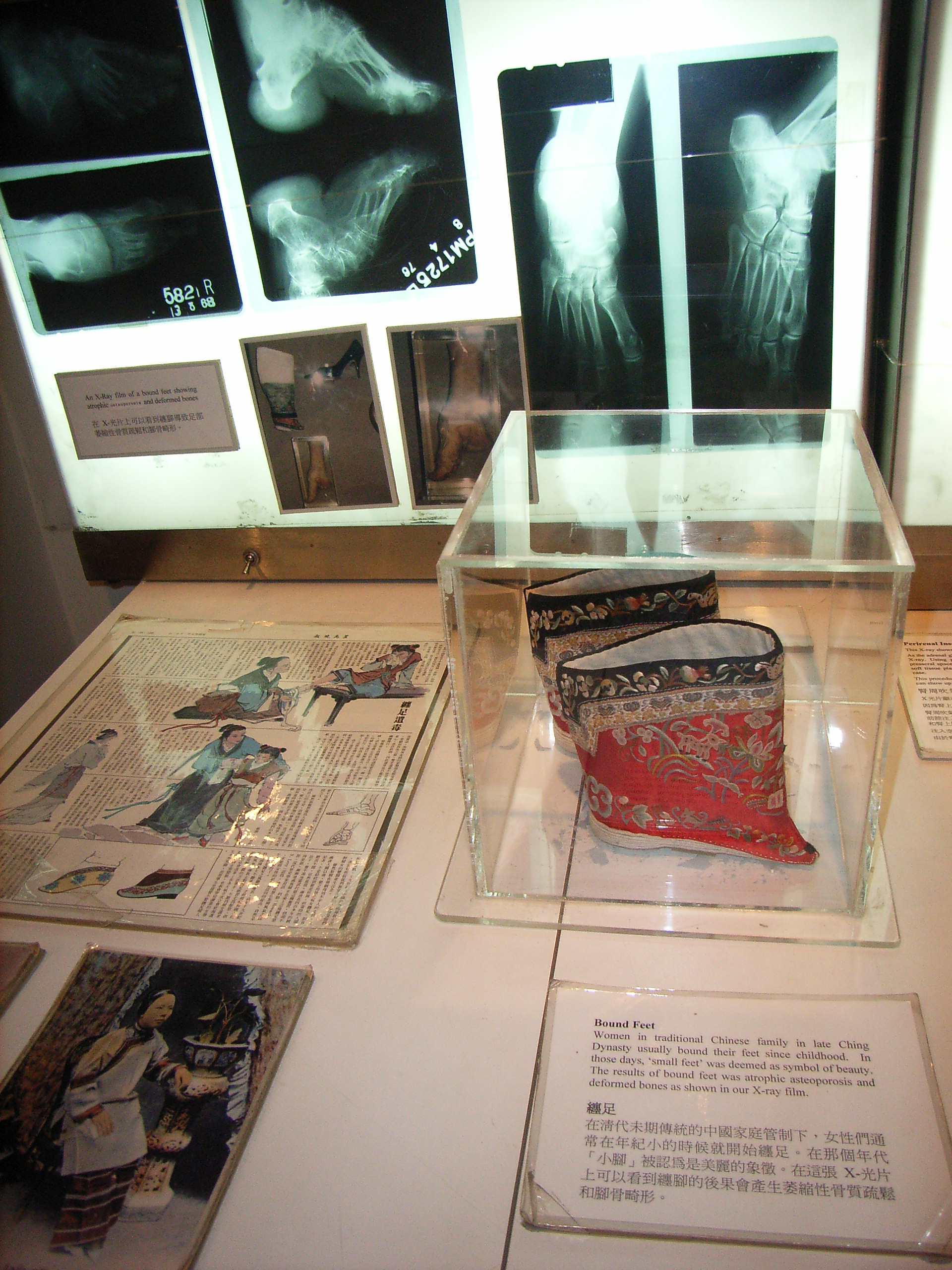
Китайская выставка, посвящённая истории бинтования ног.

Приверженцы теории социального дарвинизма использовали как аргумент идею, что эта традиция ослабляет нацию, поскольку слабые женщины не могут родить сильных сыновей. Феминистки критиковали эту традицию за то, что она причиняет страдания женщинам. В начале XX века образованные китаянки, такие как феминистка Бриджит Кван, боролись против обычая бинтовать ноги.
Правительство также делало попытки запретить бинтовать ноги. Императрица Цыси издала подобный указ для улучшения отношений с иностранцами, однако вскоре указ был отменён. В 1902 году бинтование ног было запрещено указом императора династии Цин. В 1912 году после падения династии Цин новое правительство Китайской Республики запретило бинтование ног, однако, как и в предшествующих случаях, это начинание не увенчалось успехом. Одновременно с этим некоторые семьи, не одобряющие традицию бинтования ног, договаривались между собой о том, что сын из одной семьи возьмёт в жёны девушку из другой семьи, даже если её ноги не будут деформированы согласно обычаю. Возникли «общества против бинтования ног», их члены давали обещание не только не бинтовать ноги своих дочерей, но и не позволять своим сыновьям жениться на девушках с деформированными стопами.
Когда в 1949 году к власти пришли коммунисты, им удалось добиться полного запрета на бинтование ног, в том числе в отдалённых сельских районах, жители которых не подчинялись соответствующему указу предыдущего правительства. Запрет на бинтование ног существует и в настоящее время. Помимо законодательного запрета, изменился менталитет жителей Китая. В частности, особое внимание стало уделяться развитию спорта, в том числе женского. Победы китайских спортсменок в Олимпийских играх являются предметом гордости для соотечественников. По этой причине понятие о женственности и женской привлекательности стало несовместимым с деформацией ног. Однако обувь для деформированных ног продолжала производиться, поскольку ещё были живы женщины, чьи ноги были забинтованы в детстве. Последняя пара туфелек для «золотых лотосов» была сшита в 1999 году. После этого состоялась торжественная церемония закрытия обувной фабрики, а товар, оставшийся на складе, был передан в дар этнографическому музею.
Оценка бинтования ног в современном обществе разнится: в некоторых случаях, как например в романе «Земля» американской писательницы Перл Бак, этот обычай описан нейтрально; автор исходит из уважения к китайской культуре и считает, что иностранцам не следует критиковать её. В других случаях иностранные авторы выражают возмущение по поводу этой традиции и призывают китайцев её уничтожить.

## Обувь для бинтованных ног («туфельки-лотосы»)
Китайские женщины с деформированной стопой вынуждены были носить особую обувь, которая называлась «туфельки-лотосы». Их носки имели коническую форму и напоминали бутон лотоса; при этом туфли были очень малы и умещались на ладони руки. Иногда у туфель были каблуки или клинообразные подошвы, благодаря чему нога казалась ещё меньше и ходить становилось ещё труднее. Обувь обычно шили из хлопка или шёлка, иногда они были простыми, но чаще всего они были украшены вышитыми изображениями цветов, птиц и животных. Иногда вышивка была даже на подошвах, поскольку подразумевалось, что женщины с искалеченными ногами ходить не будут. Так как иногда уже сам вид женской обуви вызывал у мужчин эротическое возбуждение, то её изготовлению в патриархальной китайском обществе придавали огромное значение. Часто женщинам приходилось самим себе шить туфли, для этого у них имелись специальные деревянные колодки, изготовленные по форме их ноги. Шитью и вышиванию туфель для деформированных ног девочек обучали с детства. Существовали специальные сундучки для хранения женских туфель. Ночью женщины тоже должны были носить обувь, ночные туфли имели мягкую подошву, но они были более короткими и узкими, часто украшались вышитыми изображениями эротического содержания (которые в Китае назывались «картинками весеннего дворца»).

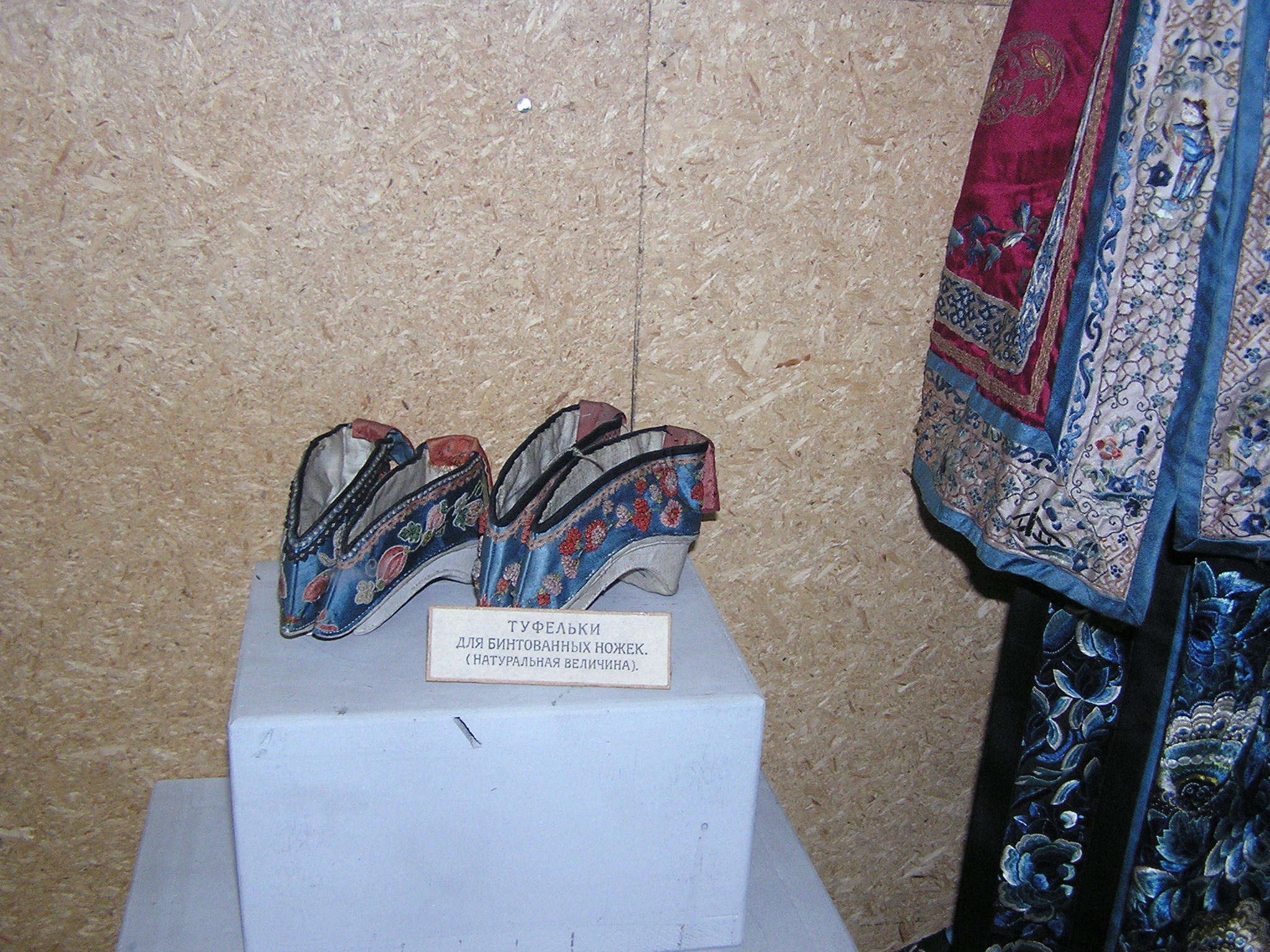
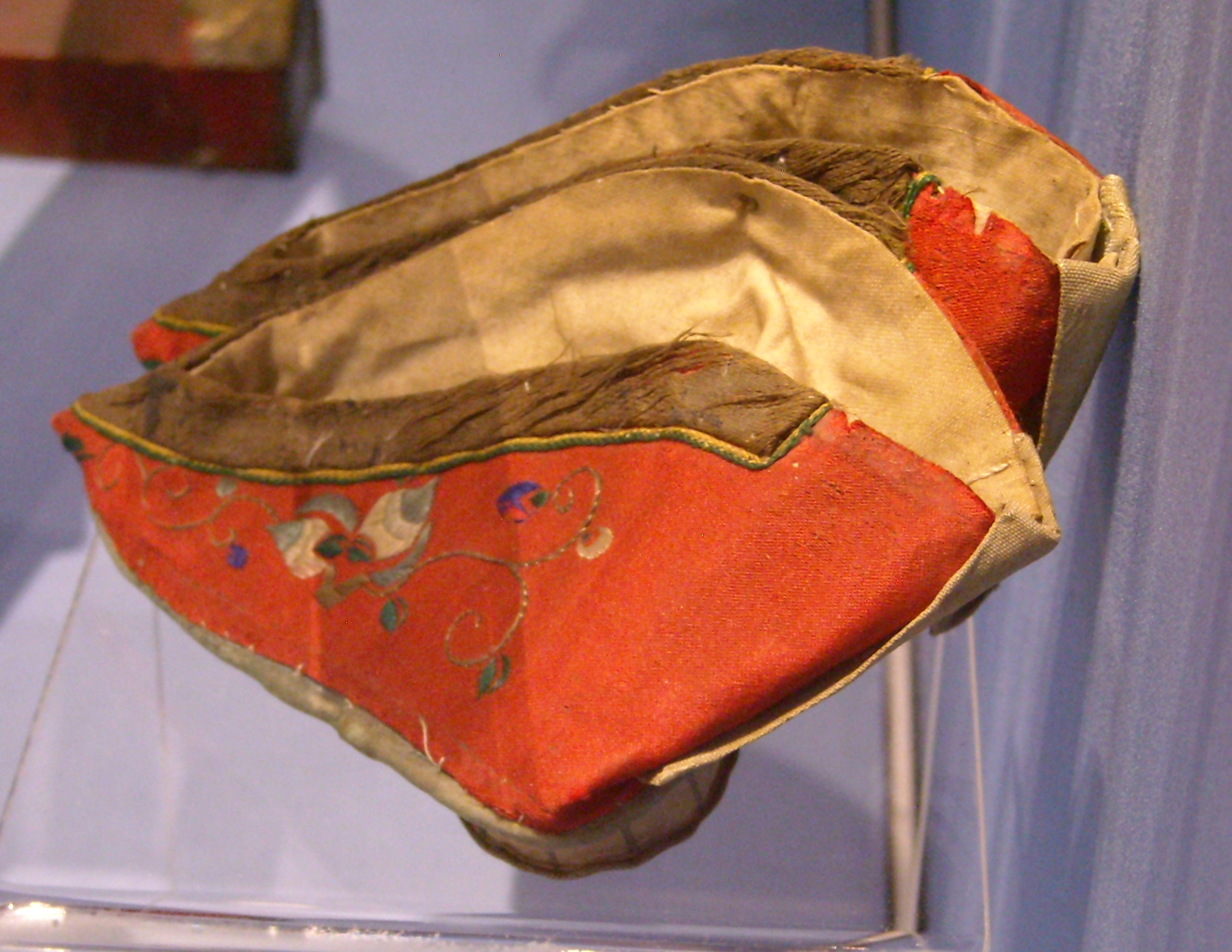
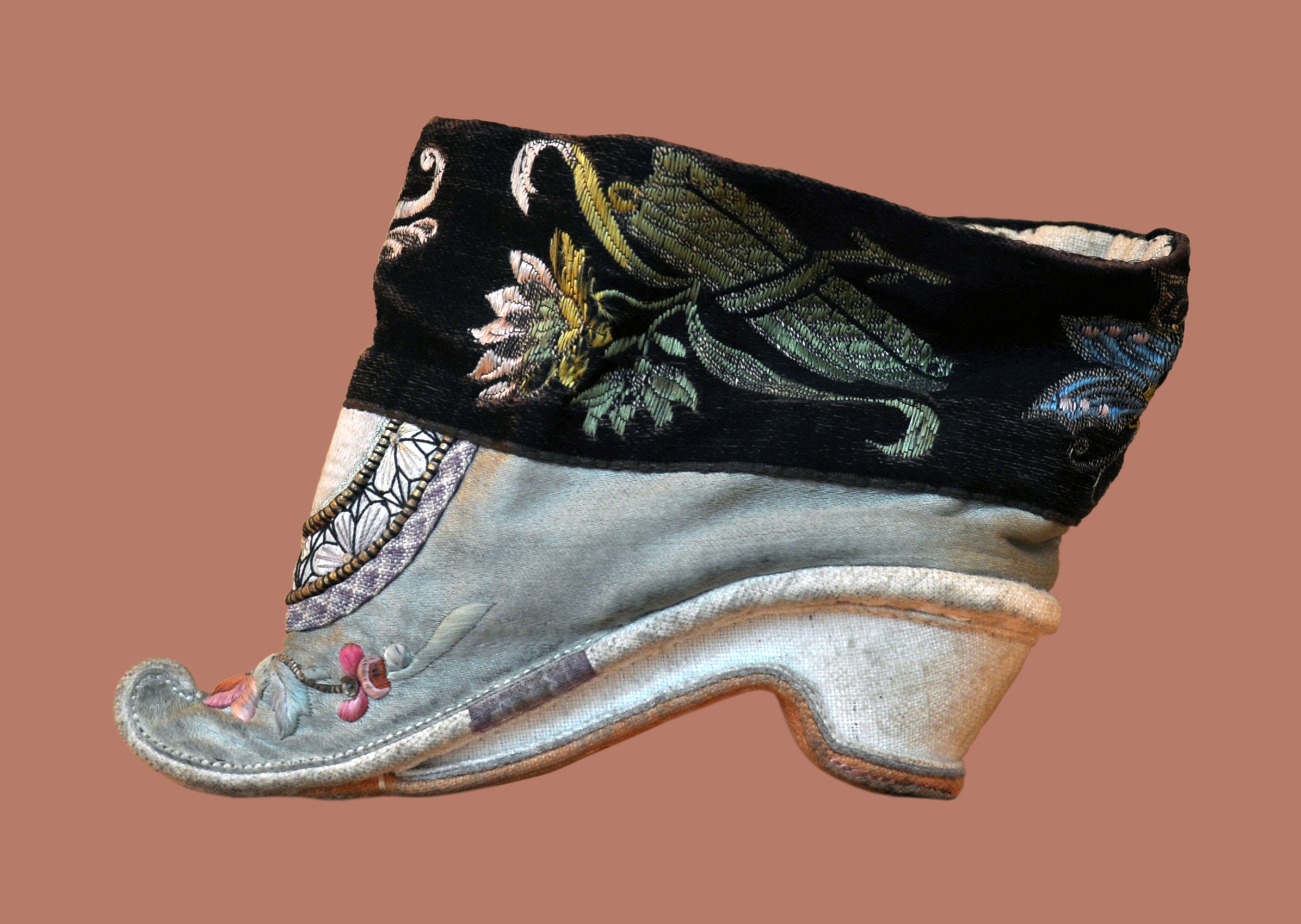
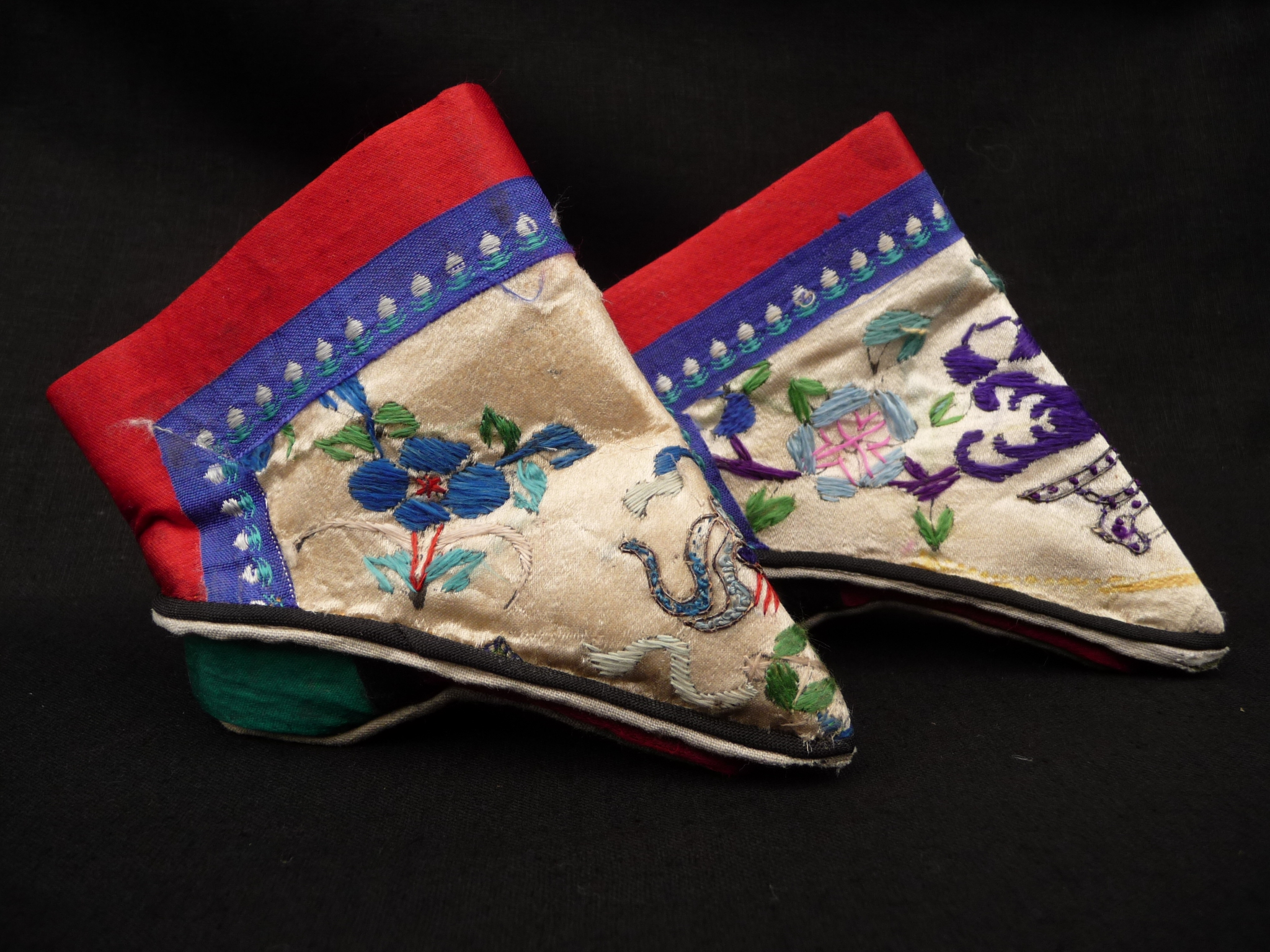
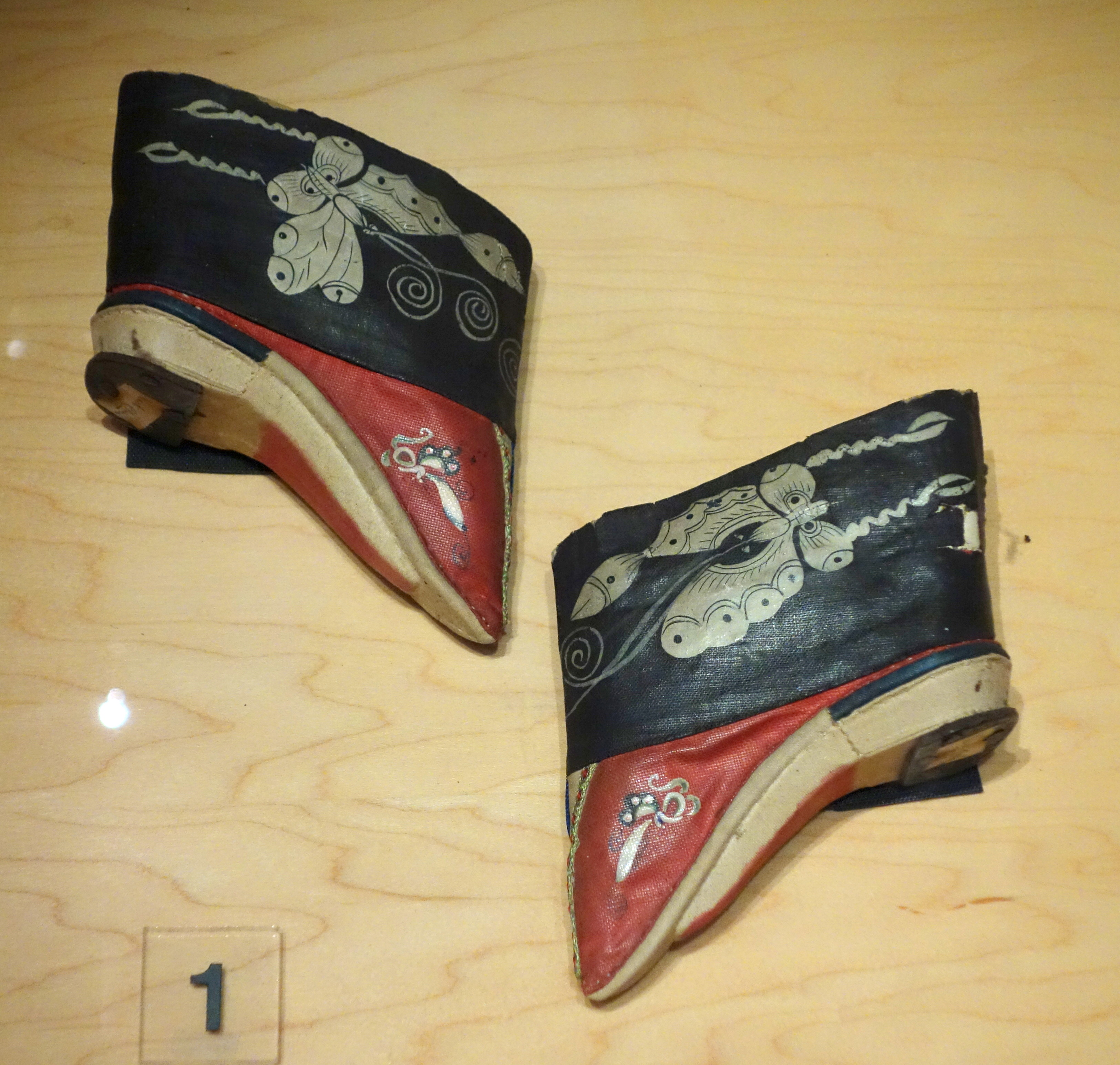
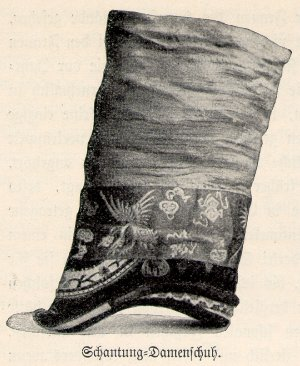
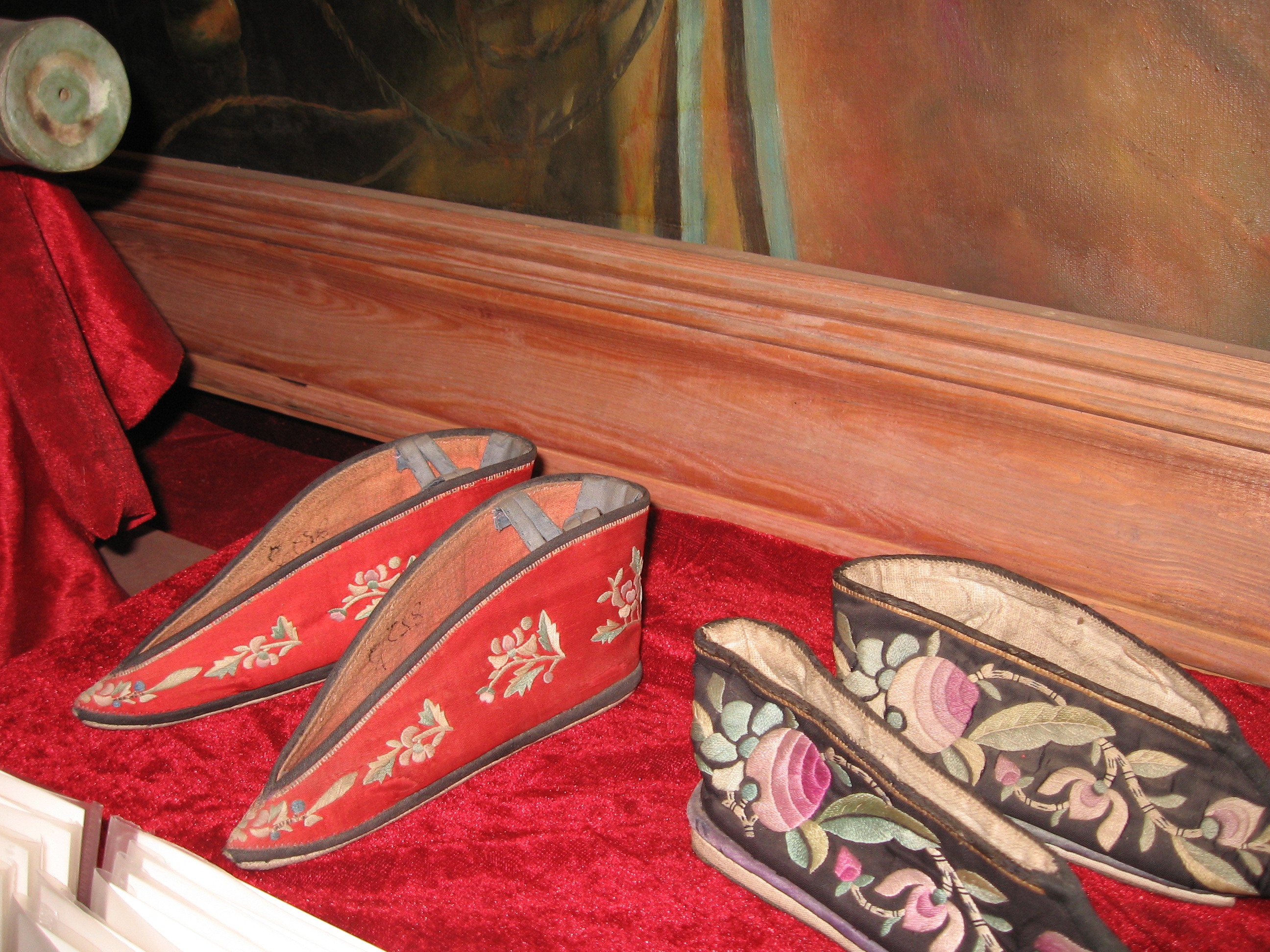
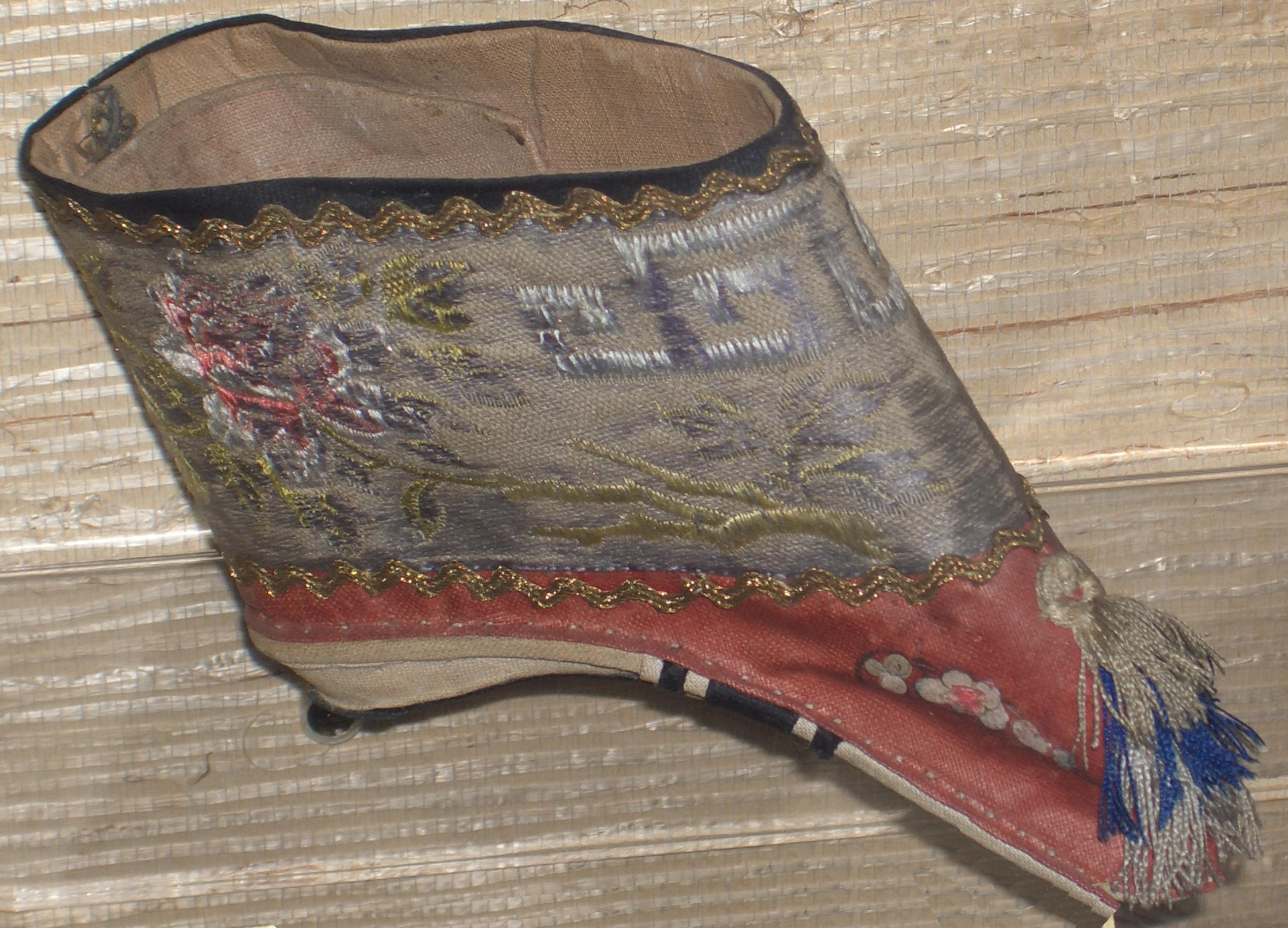
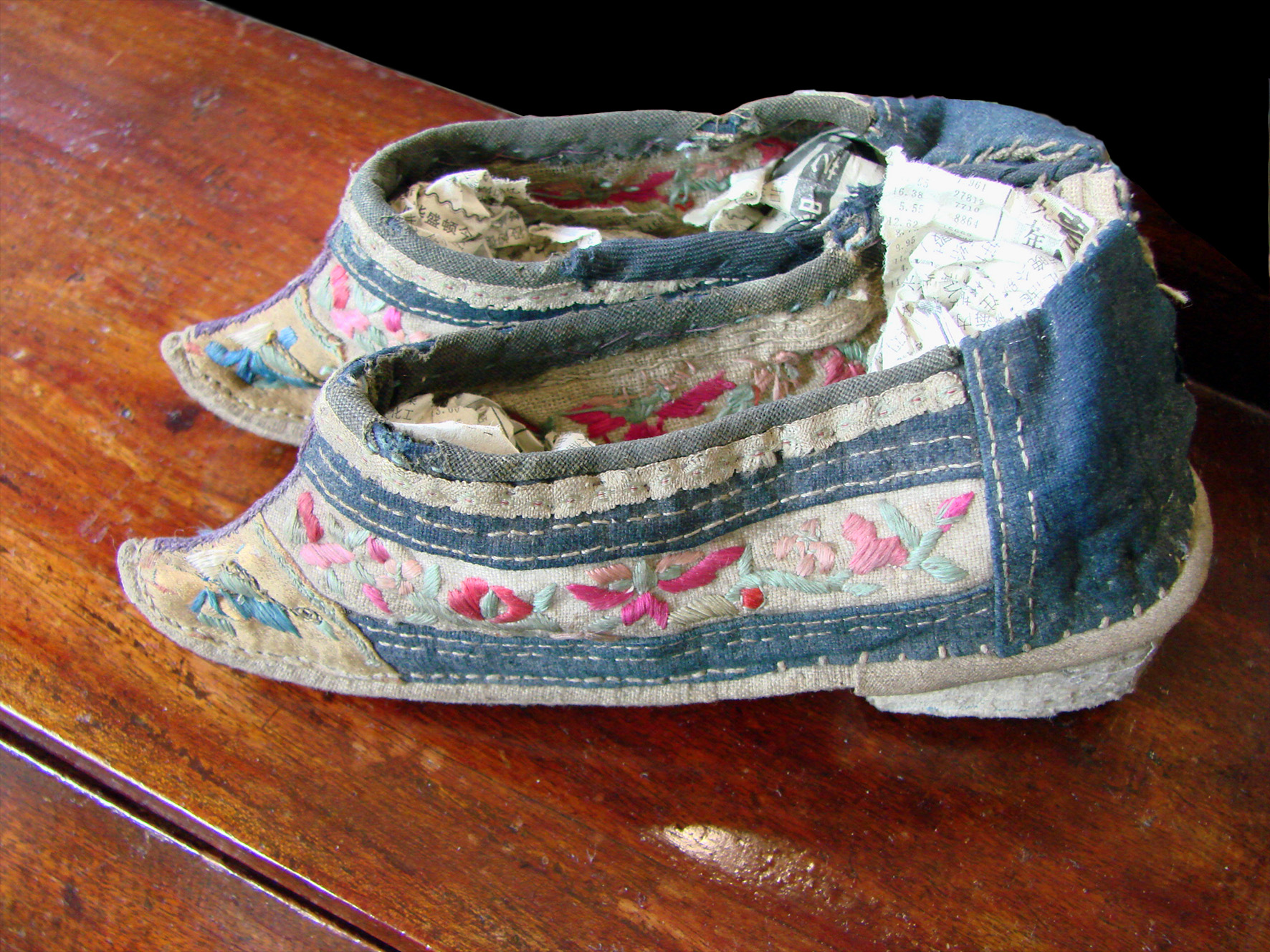
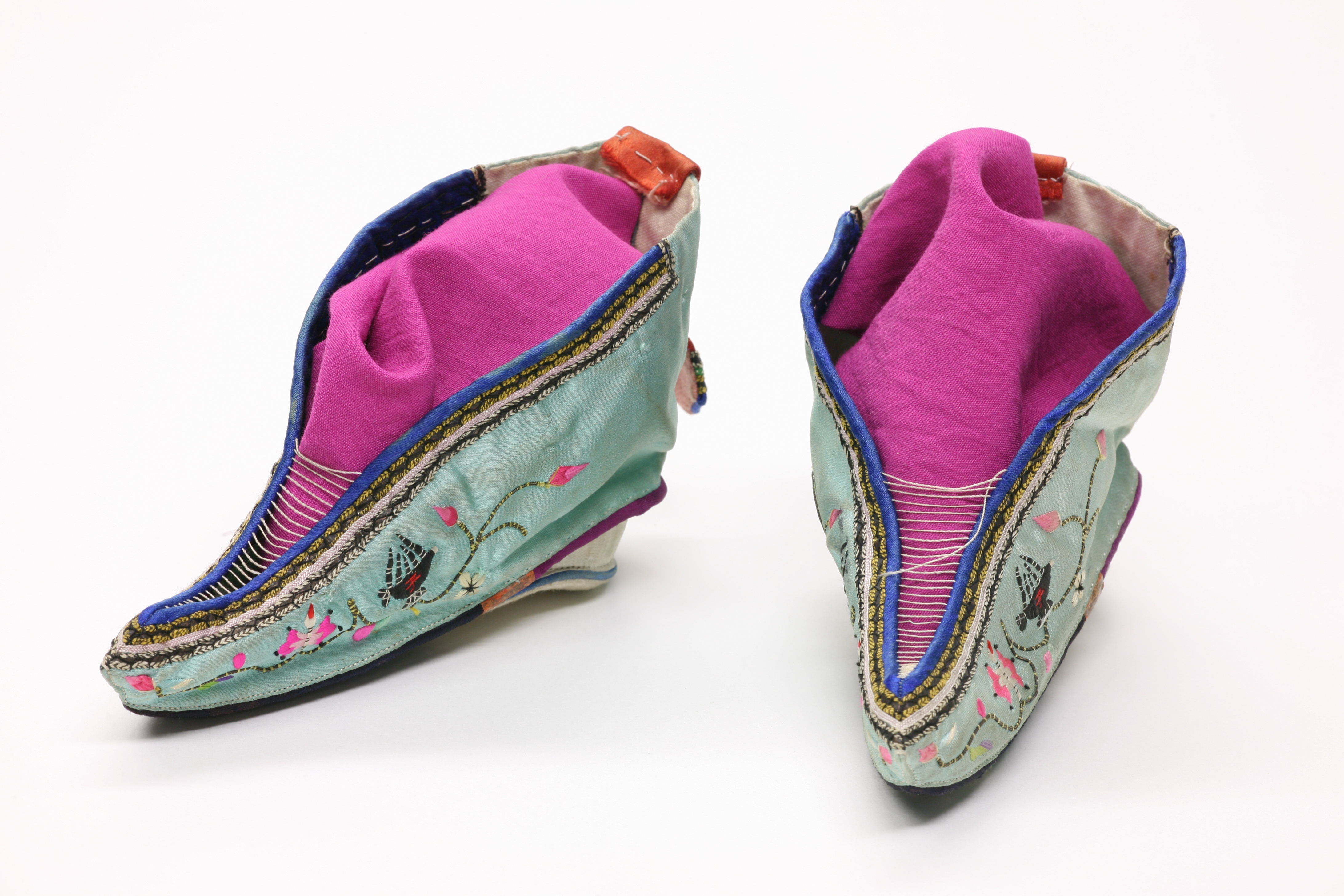
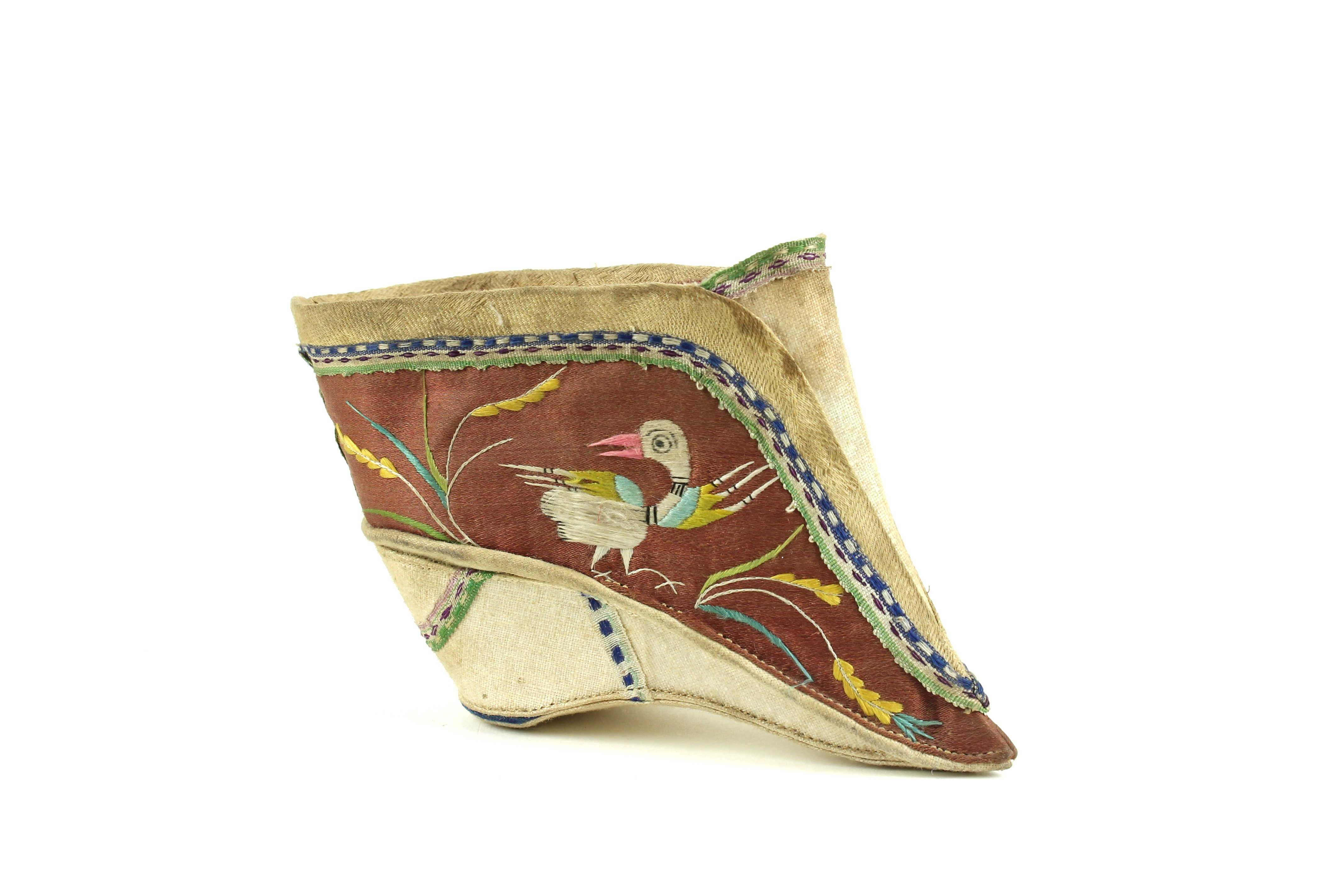

## Влияние на моду
В XVII—XVIII во Франции возникла мода на китайский стиль («шинуазри»); в том числе появились так называемые «мюли» — маленькие туфельки (обычно без задника), имитирующие обувь китаянок и часто очень неудобные. В XVII веке мюли использовались в качестве домашней обуви; позднее, в XVIII веке, они стали считаться нарядной обувью. Мюли в китайском стиле (например, из цветного сафьяна) в качестве домашней обуви носили также и мужчины.

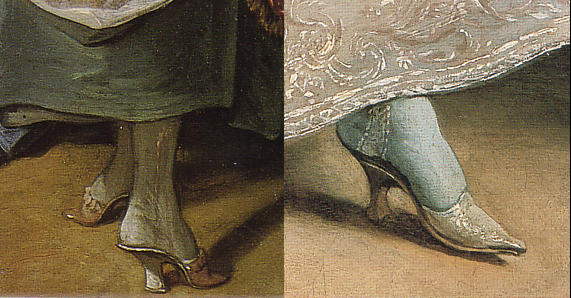
Туфельки-мюли, Франция, XVIII век
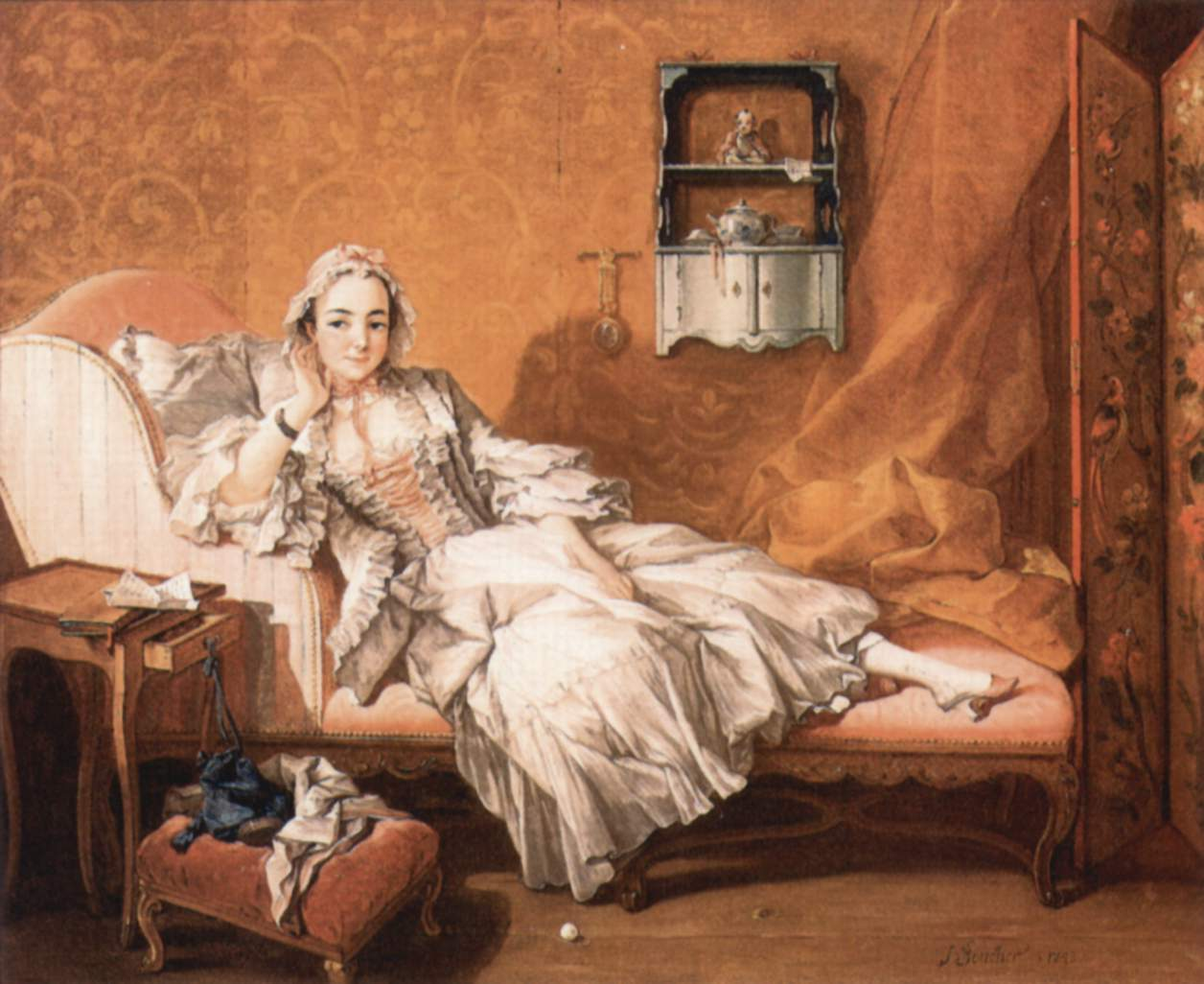
Дама в туфельках-мюли, Франция, XVIII век
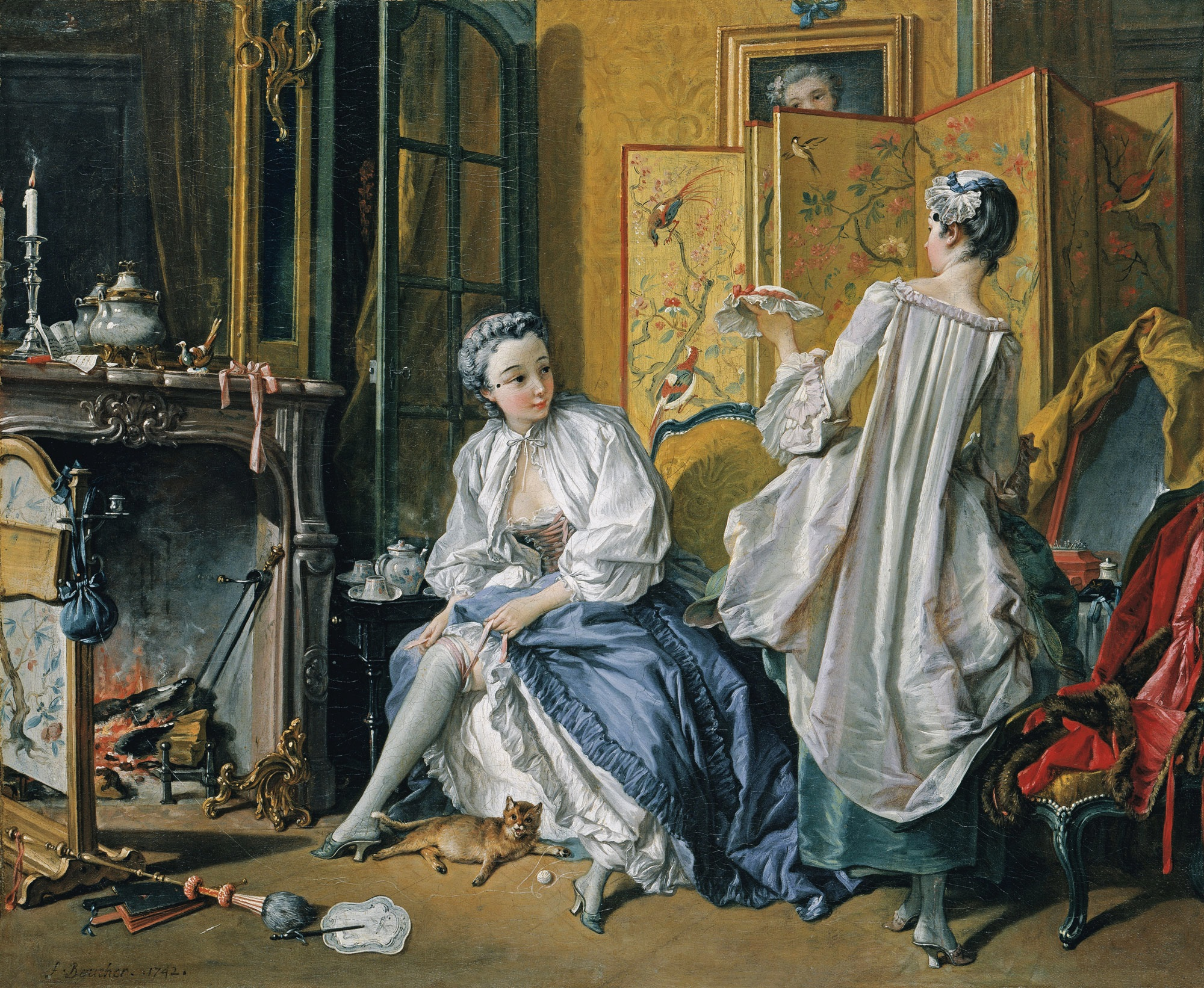
Дама в туфельках-мюли, Франция, XVIII век
Портрет маркизы де Помпадур в туфельках-мюли
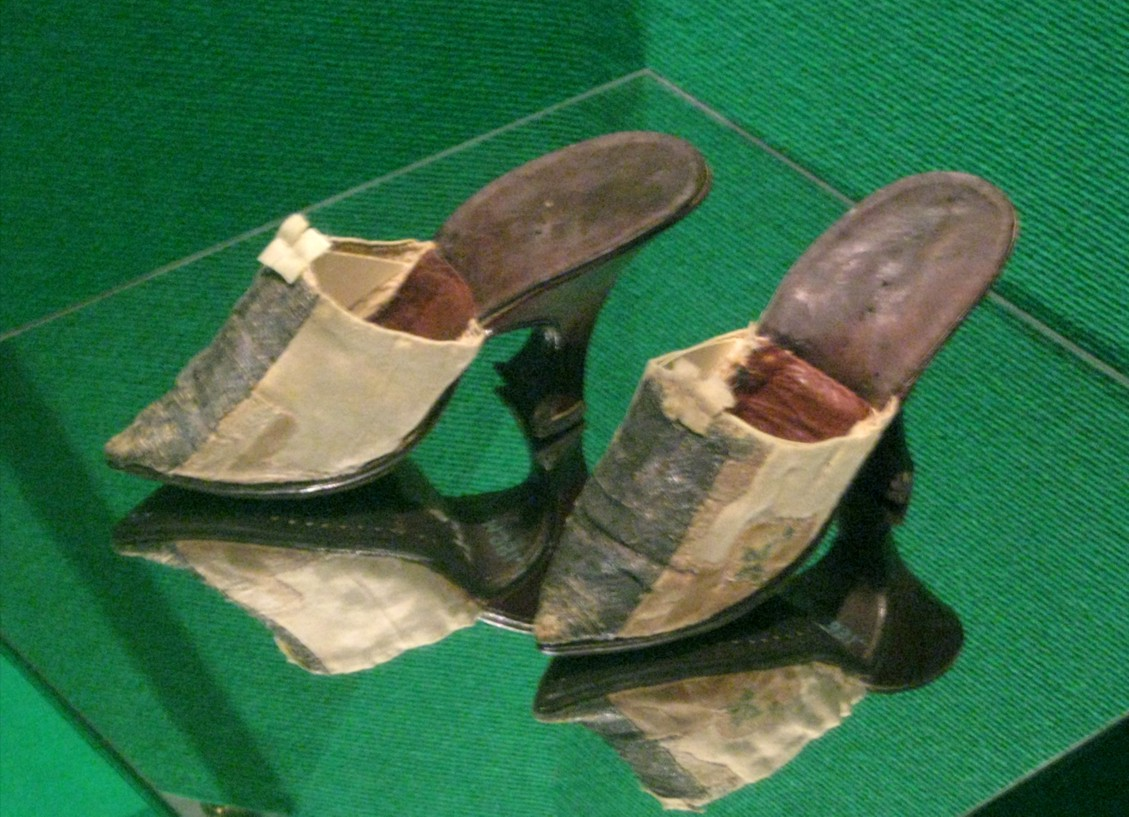
Туфельки-мюли императрицы Екатерины II

Позднее мюли вышли из моды; своим возрождением они обязаны французскому модельеру Роже Вивье (1913—1998), прозванному «обувным Фаберже». Вивье вновь сделал популярными туфельки-мюли без задника, зрительно уменьшающие размер стопы.

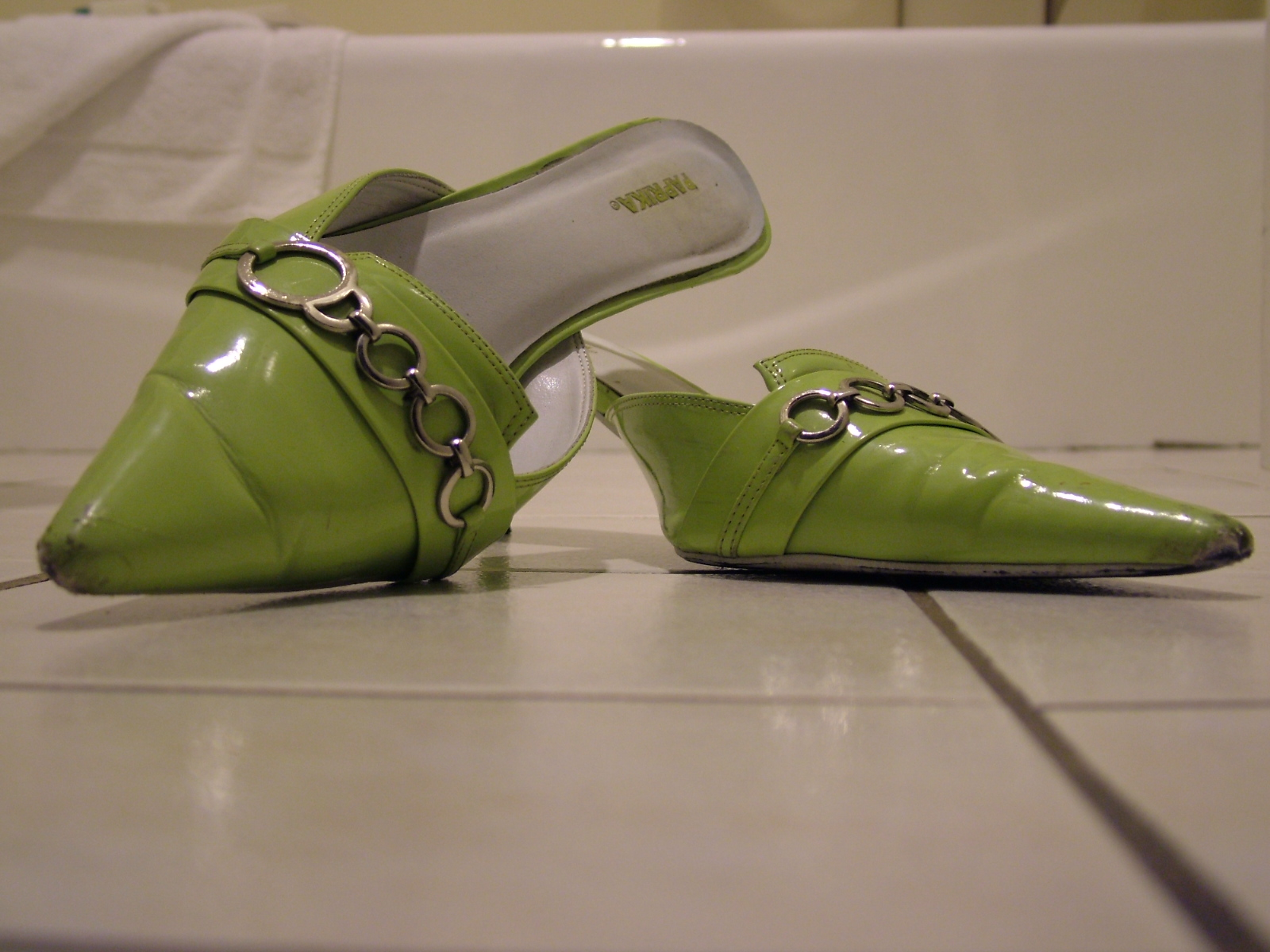
Современные туфельки-мюли
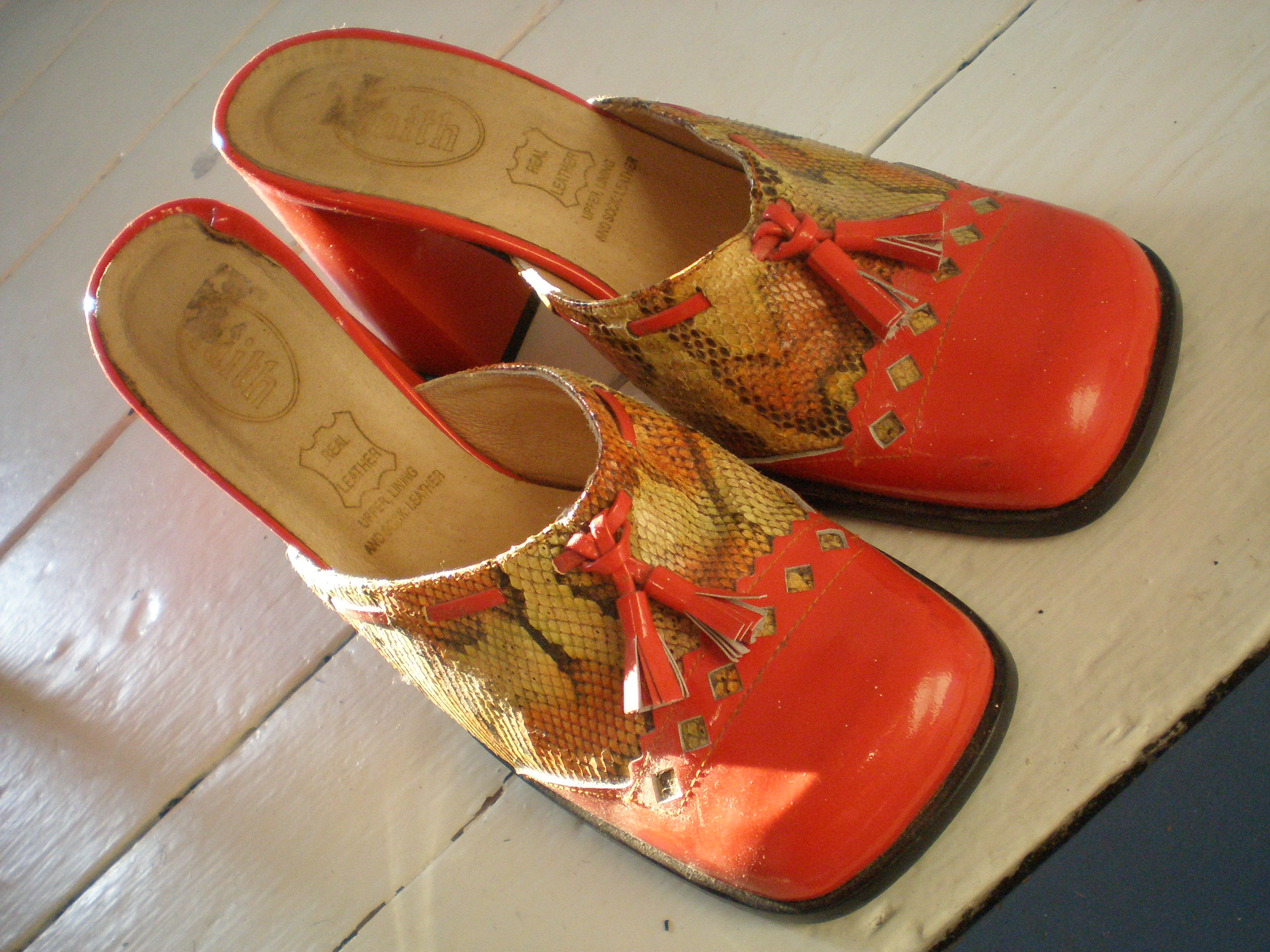
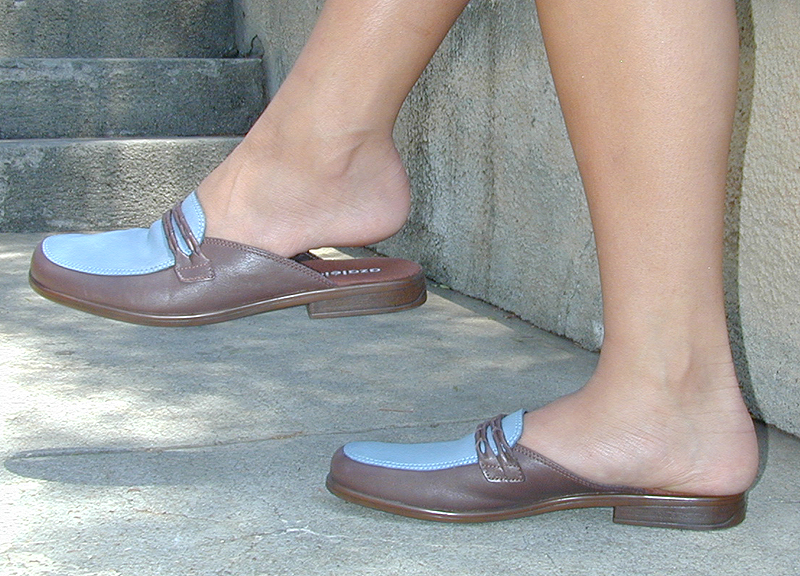
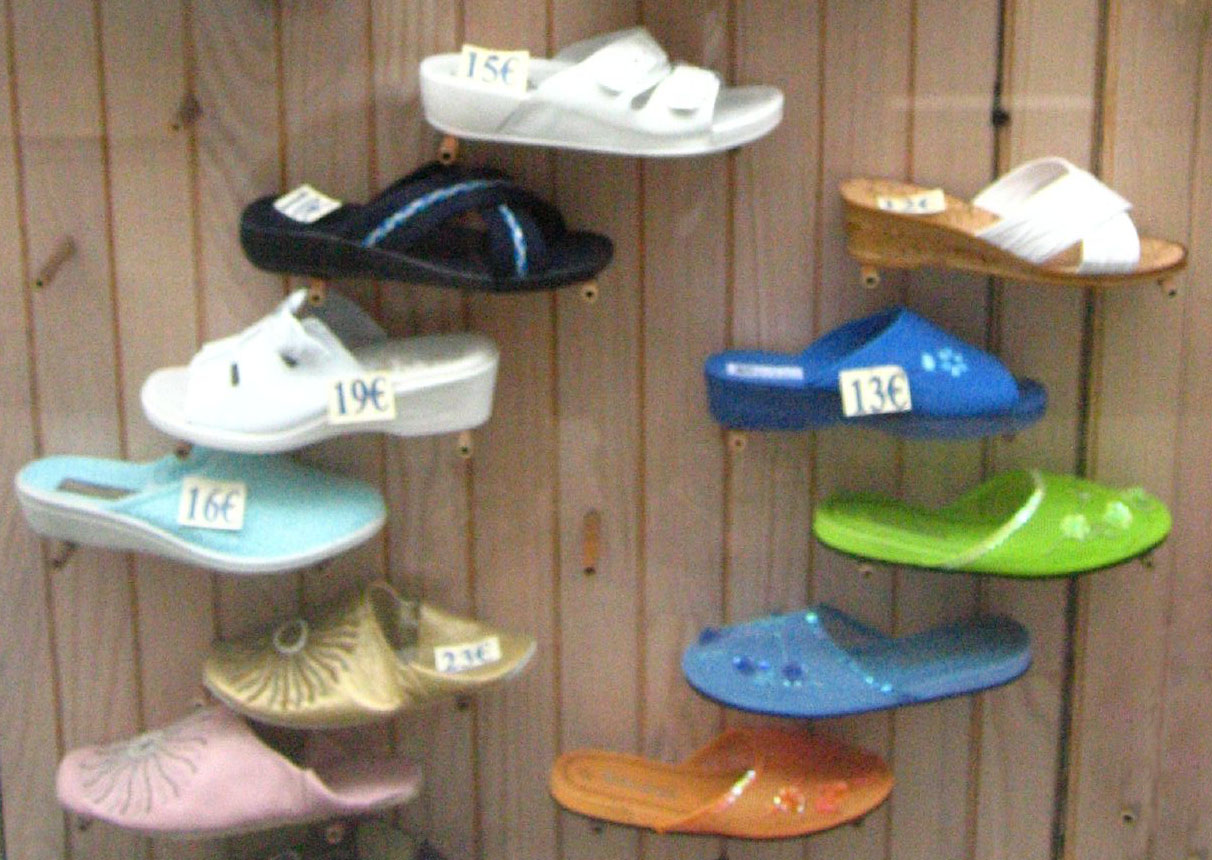

### Комментарии
1. ↑  В оригинале героиня именуется не «Золотая лилия», а «Золотой лотос».

### Использованная литература и источники
1. 1 2 3 4 5 6  Bossan, M.-J., 2004.
2. ↑  Ko, D., 2002.
3. 1 2 3 4 5 6  Chinese Foot Binding.
4. ↑  Cultural Encyclopedia of the Body, 2008.
5. 1 2 3 4 5 6 7 8  Усов, 2003.
6. ↑  Fairbank, J.K., 1986.
7. 1 2 3 4 5  Дворкин, А..
8. 1 2 3 4  Mackie, G., 1996, с. 1001.
9. ↑  Manning, M.E..
10. 1 2  Fan Hong, 1997.
11. 1 2 3 4 5 6 7 8  Vento, M., 1998.
12. ↑  Davis, 1991, p. 333.
13. ↑  Atabaki, M., 2005, p. 31.
14. ↑  Hastings,J, Selbie, J.A, Gray L.H., 1916, p. 893.
15. ↑  Legge, J., 1880, p. 111.
16. ↑  Lim, 2007.
17. 1 2  Jackson, B., 1998, p. 192.
18. 1 2 3 4 5 6 7 8 9 10 11 12 13 14 15 16 17 18 19  Стул для бинтования ног.
19. 1 2 3  Levy, H.S., 1991, с. 322.
20. ↑  Jackson, B., 1998, с. 322.
21. ↑  Cummings, S.,Stone, K.1997.
22. 1 2 3 4 5  Чжан Юн, 2008.
23. ↑  Цветы сливы в золотой вазе.
24. 1 2 3  Сундук для туфель.
25. ↑  Flowers in the Mirror, 1965.
26. ↑  Elliott, M.C., 2001.
27. ↑  Восстание тайпинов.
28. ↑  Ko, D., 2005, p. 14-15.
29. ↑  Ko, D., 2005, p. 18.
30. ↑  Goossaert, Palmer, 2012.
31. ↑  Тихвинский, 2006.
32. ↑  Плешаков.
33. ↑  Schwartz, 1964, p. 86—88.
34. ↑  Vittinghoff, 2004, p. 245.
35. ↑  Journal of International Women’s Studies Архивная копия от 3 февраля 2004 на Wayback Machine // bridgew.edu.
36. ↑  Ko, D., 2002, p. 9.
37. ↑  Ebrey, P..
38. ↑  Nicholson, G., 2006, p. 87.
39. ↑  Пахомова, А.В..
40. ↑  Гелеранская, А..
41. 1 2 3  Скуратовская, М.В., 2013.
42. ↑  Российский виртуальный музей обуви. История обуви, период 1800—1840 годов. Дата обращения: 19 января 2014. Архивировано 1 февраля 2014 года.
43. ↑  Bouznif, 2012.

### Документальные фильмы
- «Footbinding: In Search of the Three Inch Golden Lotus» (недоступная ссылка) (2004) — документальный телефильм режиссёра Юэ Цинъян.
- «Golden Lotus: The Legacy of Bound Feet» (2006) — документальный видеофильм режиссёра Джоан Чэн.